# 第49回衆議院議員総選挙
第49回衆議院議員総選挙（だい49かいしゅうぎいんぎいんそうせんきょ）は、2021年（令和3年）10月31日に日本で行われた国会（衆議院）議員の総選挙である。

## 概要
第48回衆議院議員総選挙で選出された衆議院議員が任期満了を迎える時期が、内閣総理大臣・菅義偉の自由民主党総裁としての任期が終わる2021年9月30日に近かったため、同年後半になると、次期自民党総裁選挙と本総選挙の日程の兼ね合いについて様々な報道がなされた。
7月下旬には、菅内閣の支持率下落を受け、現行法制で最も遅い11月などへの総選挙の先延ばし論が与党内で強まっていると報じられた。これに対し、野党の立憲民主党は任期満了後の総選挙には反対し、一方で解散を伴わない任期満了による総選挙を9月中に閣議決定する案も浮上していた。
しかし9月3日、菅が総裁選挙への不出馬を表明し、総選挙の日程は新首相によって決定されることとなった。
9月29日、菅の後任の自民党総裁に選出された岸田文雄は、10月4日に首相に就任。同日の記者会見で「今月14日に衆議院を解散し、19日に公示、31日に総選挙を行う」と表明した。衆議院議員の任期満了年と同じ年に総選挙が行われるのは2009年以来、12年ぶり。任期満了以降に総選挙が行われるのは、現行の日本国憲法下では初めてであり、また令和への改元後最初の総選挙となった。
新型コロナウイルス感染症の流行が続く中での総選挙となったが、総務省は2020年4月、各都道府県の選挙管理委員会に対し「緊急事態宣言がなされた場合においても選挙は公職選挙法の規定に基づき執行する」と通知しており、選挙が執行できないことは想定していなかった。投票所では入場規制など、対策を行った自治体もあった。
投票が終了した10月31日20時、NHKと民放5大ネットワーク（日本テレビ・テレビ朝日・TBSテレビ・テレビ東京・フジテレビ）をはじめとする各種メディアが出口調査の結果を一斉に報道。自民党・公明党の連立与党は勝利するものの、自民党単独での過半数維持は微妙とされた。野党側については立憲民主党の議席増・日本維新の会の大躍進が伝えられた。しかし、結果的には各社の出口調査は一部を除いて大きく外れる事態となった。
自民党が追加公認2名（東京15区の柿沢未途と奈良3区の田野瀬太道）を含めた261議席を獲得し、公示前の276議席から減らしたものの衆院の常任委員長ポストを独占したうえで各委員会の過半数を握れる「絶対安定多数」（261議席）を単独で確保した。公明党は32議席だった。また、現職議員との兼ね合いによる保守分裂の関係で公認を得られなかったものの小選挙区で当選した細野豪志、平沼正二郎、西野太亮が選挙直後に自民党に入党している。
2020年に結党された立憲民主党と国民民主党にとって、初めての国政選挙となった。立憲民主党は公示前の110議席から96議席に落ち込んだ。小選挙区こそ公示前の48議席から57議席に増えたものの、比例代表は公示前62議席から39議席まで大幅に減らした。立憲民主と共産、国民民主、れいわ新選組、社民の野党5党は全289選挙区の75%にあたる217選挙区で候補者を一本化して臨んだが、この217選挙区で当選した野党5党の候補は野党系無所属を含めても62人（29%）で、公示前の51人から大きく上積みできなかった。比例区では立憲と国民の得票は計約1400万票にとどまり、前回2017年の旧立憲民主党と希望の党の計約2000万票を大きく下回った。共産も得票を減らしており、共闘野党の不振につながった。一方、自民党側にとっては自民が5,000票未満の僅差で逃げ切った選挙区は17に上り、34選挙区が1万票未満の差であったことから、「薄氷の勝利」（自民党幹部）との見方も出た。このほか、国民民主党は3議席増の11議席、れいわ新選組が比例で3議席を獲得。社民は現状維持の1議席に終わった。
日本維新の会は公示前の11議席を大きく上回る41議席を獲得した。地盤とする大阪では公明党と棲み分けた4選挙区を除く15選挙区で全勝し兵庫でも選挙区で1議席を獲得（兵庫県第6区）。比例代表でも旧希望の党との競合で伸び悩んだ前回から500万票近く上積みし、805万票を獲得。比例北海道ブロックを除く10ブロックで議席を確保した。特に比例近畿ブロックでは最多の10議席を獲得、大阪府で全勝したことによって先述の小選挙区で勝利した兵庫6区以外の兵庫県で擁立した全ての選挙区の候補者が比例復活した。
今回の衆院選では与野党の「大物候補」や「高齢・ベテラン候補」が苦戦を強いられた。自民党の石原伸晃元幹事長や、立憲民主党の平野博文代表代行兼選対委員長、辻元清美副代表が比例復活もならず落選。自民党の甘利明幹事長は比例復活したものの、自身の小選挙区での敗北を受け幹事長の辞任を表明した。また、現職の閣僚である若宮健嗣万博担当大臣も小選挙区で敗れ比例復活となった。一方立憲民主党では「無敗の男」との異名を取っていた中村喜四郎元建設大臣や海江田万里元民主党代表のほか、初当選以来17期52年落選することなく連続勝利していた小沢一郎元民主党代表が小選挙区で敗北した（全員比例復活）。また、小沢一郎の次に現役議員として長く当選を重ね、小泉純一郎などYKKトリオと初当選が同期で48年10ヶ月議席を守り続けていた自民党の野田毅元自治大臣、原田義昭元環境大臣、山本幸三元地方創生担当大臣も落選した。
閣僚経験者では自民党の金田勝年元法務大臣、塩谷立元文部科学大臣、桜田義孝元五輪担当大臣、平井卓也前デジタル担当大臣、立憲民主党の中川正春元文部科学大臣が小選挙区で落選した（全員比例復活）。
新型コロナウイルス対策の緊急事態宣言中に東京・銀座のクラブを訪問した問題で自民党を離党した松本純元国家公安委員長、同じく歌舞伎町の飲食店で遊興していた問題で（旧）立憲民主党を除籍となり、れいわ新選組公認で出馬した高井崇志も落選した。また、公示直前に北朝鮮による拉致被害者に関する不適切な発言をしたため、立憲民主党の公認を辞退し無所属で出馬した生方幸夫が落選した。メディアはこの問題発言が影響したと報じた。
高齢議員では、前述の80歳の野田毅、79歳の小沢一郎、77歳の原田義昭、73歳の山本幸三、72歳の甘利明・中村喜四郎、71歳の中川正春・塩谷立のほか、74歳の自民党三原朝彦、73歳の立憲民主党篠原孝などが小選挙区で敗れ（73歳定年制で比例重複立候補しなかった野田・原田・山本・三原を除いた全員が比例復活）、80歳の衛藤征士郎元衆議院副議長は654票差、74歳の北村誠吾元地方創生担当大臣は391票差まで次点候補に詰め寄られた。自民党は党が内規で定める比例区の「73歳定年制」により小選挙区単独で立候補した24人の内7人が落選している。一方で、立憲民主党の代表の57歳の枝野幸男も自身の選挙区で自民党の牧原秀樹に対して苦戦し、枝野の当確が出たのが日付が変わった後で結果は6,083票差（惜敗率94.65%）で辛くも勝利した。
令和時代に入って2回目の国政選挙かつ初の衆議院選挙であった本選挙で、初めて平成生まれの国会議員が誕生した（東京13区・土田慎、比例東北ブロック（福島2区）・馬場雄基）。
佐賀県では全選挙区で、比例復活を含め、候補者4人全員が当選する珍しい事態が起きた（重複立候補制度#県内の立候補者全員が当選を参照）。

## 選挙データ

### 内閣
- 選挙時：第1次岸田内閣（第100代）
  - 内閣総理大臣：岸田文雄（第27代自由民主党総裁）
  - 与党：自由民主党、公明党（自公連立政権）
- 選挙後：第2次岸田内閣（第101代）
  - 内閣総理大臣：岸田文雄（第27代自由民主党総裁）
  - 与党：自由民主党、公明党（自公連立政権）

広島県出身の首相が臨んだ国政選挙は宮澤改造内閣下の1993年（平成5年）の第40回衆議院議員総選挙以来28年ぶりである。

### 解散日
- 2021年（令和3年）10月14日

解散がない場合の任期満了日は2021年（令和3年）10月21日であった。第48回衆議院議員総選挙で当選した議員の任期は、1454日であった。これは、任期満了に伴う選挙となった1972年から1976年までの1461日に次ぐ長さで、任期満了を除けば現行憲法下で最長となった。

### 解散名・選挙名
- 未来選択解散・未来選択選挙

内閣総理大臣の岸田文雄が解散後の記者会見で命名
他にも、以下のような呼称が取り沙汰されている。
- コロナ脱却・V字回復解散

元内閣総理大臣である安倍晋三が今般の解散の感想を記者団に問われ、命名
- コロナ克服・日本再生選挙

公明党代表の山口那津男による命名
- 逃げ恥解散、一強政治終焉解散

立憲民主党代表の枝野幸男による命名。
- 政権交代解散、政権交代選挙

日本共産党委員長の志位和夫による命名
- ブレ隠し解散

日本共産党書記局長の小池晃による命名
- 改革イエスかノーか解散

日本維新の会幹事長の馬場伸幸による命名
- 自己都合解散

国民民主党代表の玉木雄一郎による命名
- ボロ隠し解散、自民党は変わらない解散

社会民主党党首の福島瑞穂による命名
- 棄民解散

れいわ新選組代表の山本太郎による命名
- 大急ぎ解散

自民党閣僚経験者による命名
- 任期満了解散

若手衆議院議員による命名

### 公示日
- 2021年（令和3年）10月19日

### 投票日
- 2021年（令和3年）10月31日

公示日と投票日はいずれも仏滅。歴代の内閣は仏滅の選挙を避ける傾向にあり、投票日が仏滅となるのは戦後3回目、両日とも仏滅となるのは戦後2回目となる。
また、ハロウィンが投票日となった初めての総選挙となった。
ハロウィンによる仮装での投票について、総務省選挙部管理課によると「投票所における服装に関する規定はない」とする一方で、「公職選挙法第60条で投票所の秩序を乱す行為等に当たると投票管理者が判断した場合は、静止したり、投票所から退出させたりできるとの規定がある」「仮装に関する統一見解があるわけではない為、個々の判断は各自治体の選挙管理委員会や投票管理者に委ねる」としている。東京都選挙管理委員会の担当者は、「仮装が可能かどうかと言えば可能で、粛々と投票する分には問題ない。ただし本人確認があるため、顔がわからないようなメイクや仮装は避け、最終的には投票管理者の指示に従うべし」としている。

### 改選数
- 465
  - 小選挙区：289（うち解散時欠員4[注 4]）
  - 比例代表：176

### 選挙制度
- 小選挙区比例代表並立制
  - 小選挙区制
  - 比例代表制
    - 地域ブロック：11
      - 北海道ブロック　：08
      - 東北ブロック　　：13
      - 北関東ブロック　：19
      - 南関東ブロック　：22
      - 東京ブロック　　：17
      - 北陸信越ブロック：11
      - 東海ブロック　　：21
      - 近畿ブロック　　：28
      - 中国ブロック　　：11
      - 四国ブロック　　：06
      - 九州ブロック　　：20

#### 投票方法
秘密投票、単記投票、2票制（小選挙区・比例代表）
2019年5月に選挙公報の掲載文の提出方法の見直し・投票管理者や投票立会人の選任要件の緩和・悪天候などの際の開票に関する規定の整備のための公職選挙法の改正が行われ、2021年6月には「特定患者等の郵便等を用いて行う投票方法の特例に関する法律（コロナ郵便投票法）」による「特例郵便等投票」の制度が施行されるなど、選挙に関するルールの変更が行われている。

#### 選挙権
満18歳以上の日本国民
21世紀生まれの人が投票可能になる最初の総選挙である。参議院では2019年の第25回参議院議員通常選挙から可能となった。

#### 被選挙権
満25歳以上の日本国民

#### 有権者数
105,320,523（男性：50,891,954　女性：54,428,569）
国内：105,224,057（男性：50,850,630　女性：54,373,427）
在外：96,466（男性：41,324　女性：55,142）

### 選挙啓発
- 総務省は俳優の田辺誠一と小芝風花を選挙啓発イメージキャラクターに起用[41]。

ポスター、リーフレット、インターネット広告、新聞広告の活用のほか、投票所における感染症対策などのWEBムービーの作成、 総務省特設ホームページにおける投票方法、候補者・政党情報等の情報提供等を行う。
キャッチコピーは「だから、私は投票する。」
- 各都道府県の選挙管理委員会は、独自に地元出身のタレントを中心にイメージキャラクターに起用し、ポスター・CMなどに起用。

　例・北海道：平成ノブシコブシ

#### 「投票はあなたの声」
衆院選の公示を前に、10月16日に動画サイトの「YouTube」に、芸能人16人が投票を呼び掛ける3分36秒の動画「あなたの1票はあなたの声（Your Vote is Your Voice）」が公開された。動画は「VOICE PROJECT 投票はあなたの声」というプロジェクトとしてどの政党や企業にも関わりのない、市民による自主制作プロジェクトの主催であり、冒頭に「これは広告でも政府の放送でもなく、僕たちが僕たちの意思で作った映像です。僕たちの投票への思いを話します」と話して始まる。内容は各々が若者に対して投票を呼び掛けるメッセージとともに、最後にはそれぞれが「投票します」と語り、「投票はあなたの声だ」という言葉で締めくくられる。なお、日本において芸能人が自ら政治的な発信をすることは珍しく、このように共同で国政選挙の投票を呼び掛けるものは異例とされる。
参加した芸能人は秋元才加、安藤玉恵、石橋静河、小栗旬、コムアイ、菅田将暉、Taka（ONE OK ROCK）、滝藤賢一、仲野太賀、二階堂ふみ、橋本環奈、前野朋哉、ローラ、渡辺謙（五十音順）。

### 同日執行の選挙等
※：当初予定の選挙日程を変更した選挙
国民投票
- 最高裁判所裁判官国民審査

首長選挙
- 宮城県知事選挙[43]
- 神奈川県川崎市長選挙※[44]
- 兵庫県神戸市長選挙※[45]
- 青森県八戸市長選挙[46]
- 秋田県にかほ市長選挙[47]

- 茨城県鉾田市長選挙[48]
- 埼玉県熊谷市長選挙[49]
- 埼玉県越谷市長選挙[49]
- 埼玉県ふじみ野市長選挙[49]
- 千葉県柏市長選挙※[50]

- 新潟県上越市長選挙[51][52]
- 長野県長野市長選挙[53]
- 愛知県新城市長選挙[54]
- 兵庫県たつの市長選挙[55]
- 長野県長和町長選挙[53]

- 長野県筑北村長選挙※[53]
- 三重県紀北町長選挙
- 兵庫県新温泉町長選挙[55]
- 福岡県水巻町長選挙[56]

地方議会選挙
- 長野県議会議員補欠選挙※[53]
- 奈良県議会議員補欠選挙[57]
- 大阪府大阪市会議員補欠選挙[58]
- 山形県酒田市議会議員選挙[59]
- 埼玉県熊谷市議会議員補欠選挙[49]
- 埼玉県越谷市議会議員補欠選挙[49]
- 埼玉県ふじみ野市議会議員補欠選挙[49]

- 新潟県上越市議会議員補欠選挙[51]
- 富山県高岡市議会議員選挙※[60]
- 愛知県新城市議会議員選挙[54]
- 三重県伊勢市議会議員選挙[61]
- 兵庫県西脇市議会議員選挙[45]
- 兵庫県南あわじ市議会議員選挙※[45]
- 長崎県雲仙市議会議員選挙

- 鹿児島県曽於市議会議員選挙※[62]
- 鹿児島県いちき串木野市議会議員選挙※[62]
- 北海道利尻富士町議会議員選挙
- 福島県会津美里町議会議員選挙[63]
- 長野県長和町議会議員選挙[53]

- 長野県辰野町議会議員補欠選挙※[53]
- 長野県筑北村議会議員選挙※[53]
- 兵庫県多可町議会議員選挙※[45]
- 兵庫県新温泉町議会議員選挙[55]
- 鳥取県三朝町議会議員選挙[64]
- 福岡県水巻町議会議員補欠選挙[56]

以下の選挙は投開票が予定されていたが、無投票で実施されなかった。
- 三重県伊勢市長選挙[61][65]
- 兵庫県西脇市長選挙[45][66]
- 鹿児島県いちき串木野市長選挙※[62][67]
- 北海道利尻富士町長選挙[68]
- 青森県蓬田村長選挙[69]

- 山梨県市川三郷町長選挙[70]
- 長野県辰野町長選挙※[53][71]
- 兵庫県多可町長選挙※[45][72]
- 兵庫県佐用町長選挙※[45][73]
- 鳥取県三朝町長選挙[64][74]

- 福岡県苅田町長選挙[75]
- 福岡県上毛町長選挙[76]
- 鹿児島県龍郷町長選挙※[62][77]
- 山梨県市川三郷町議会議員補欠選挙

## 選挙活動

### 党派別立候補者数
| 党派         | 党派                                | 計    | 内訳 | 内訳 | 内訳 | 男性 | 女性 | 小選挙区 | 小選挙区 | 小選挙区 | 小選挙区 | 小選挙区 | 小選挙区 | 比例代表 | 比例代表 | 比例代表 | 比例代表 | 比例代表 | 比例代表 | 比例代表 | 比例代表 | 公示前 |
| 党派         | 党派                                | 計    | 前   | 元   | 新   | 男性 | 女性 | 計       | 前       | 元       | 新       | 男性     | 女性     | 計       | 単独     | 重複     | 前       | 元       | 新       | 男性     | 女性     | 公示前 |
| ------------ | ----------------------------------- | ----- | ---- | ---- | ---- | ---- | ---- | -------- | -------- | -------- | -------- | -------- | -------- | -------- | -------- | -------- | -------- | -------- | -------- | -------- | -------- | ------ |
|              | 自由民主党                          | 336   | 256  | 8    | 72   | 303  | 33   | 277      | 237      | 5        | 35       | 255      | 22       | 310      | 59       | 251      | 19       | 3        | 37       | 48       | 11       | 276    |
|              | 立憲民主党                          | 240   | 104  | 29   | 107  | 196  | 44   | 214      | 104      | 25       | 85       | 177      | 37       | 239      | 26       | 213      | 0        | 4        | 22       | 19       | 7        | 109    |
|              | 公明党                              | 53    | 21   | 4    | 28   | 49   | 4    | 9        | 9        | 0        | 0        | 9        | 0        | 44       | 44       | 0        | 12       | 4        | 28       | 40       | 4        | 29     |
|              | 日本維新の会                        | 96    | 10   | 16   | 70   | 82   | 14   | 94       | 10       | 16       | 68       | 80       | 14       | 96       | 2        | 94       | 0        | 0        | 2        | 2        | 0        | 11     |
|              | 日本共産党                          | 130   | 12   | 8    | 110  | 84   | 46   | 105      | 5        | 3        | 97       | 73       | 32       | 40       | 25       | 15       | 7        | 5        | 13       | 11       | 14       | 12     |
|              | 国民民主党                          | 27    | 7    | 3    | 17   | 19   | 8    | 21       | 6        | 2        | 13       | 15       | 6        | 27       | 6        | 21       | 1        | 1        | 4        | 4        | 2        | 8      |
|              | NHKと裁判してる党弁護士法72条違反で | 30    | 0    | 0    | 30   | 20   | 10   | 27       | 0        | 0        | 27       | 17       | 10       | 11       | 3        | 8        | 0        | 0        | 3        | 3        | 0        | 1      |
|              | れいわ新選組                        | 21    | 1    | 2    | 18   | 16   | 5    | 12       | 1        | 2        | 9        | 9        | 3        | 21       | 9        | 12       | 0        | 0        | 9        | 7        | 2        | 1      |
|              | 社会民主党                          | 15    | 0    | 0    | 15   | 6    | 9    | 9        | 0        | 0        | 9        | 4        | 5        | 15       | 6        | 9        | 0        | 0        | 6        | 2        | 4        | 1      |
|              | 支持政党なし                        | 2     | 0    | 0    | 2    | 2    | 0    | -        | -        | -        | -        | -        | -        | 2        | 2        | 0        | 0        | 0        | 2        | 2        | 0        | 0      |
|              | 日本第一党                          | 5     | 0    | 0    | 5    | 5    | 0    | 1        | 0        | 0        | 1        | 1        | 0        | 4        | 4        | 0        | 0        | 0        | 4        | 4        | 0        | 0      |
|              | 新党やまと                          | 5     | 0    | 0    | 5    | 4    | 1    | 1        | 0        | 1        | 0        | 1        | 0        | 4        | 4        | 0        | 0        | 0        | 4        | 3        | 1        | 0      |
|              | 政権交代によるコロナ対策強化新党    | 4     | 0    | 0    | 4    | 4    | 0    | -        | -        | -        | -        | -        | -        | 4        | 4        | 0        | 0        | 0        | 4        | 4        | 0        | 0      |
|              | 新党くにもり                        | 2     | 0    | 0    | 2    | 0    | 2    | 2        | 0        | 0        | 2        | 0        | 2        | -        | -        | -        | -        | -        | -        | -        | -        | 0      |
|              | 新党日本のこころ                    | 1     | 0    | 0    | 1    | 1    | 0    | 1        | 0        | 0        | 1        | 1        | 0        | -        | -        | -        | -        | -        | -        | -        | -        | 0      |
|              | 改革未来党                          | 1     | 0    | 0    | 1    | 1    | 0    | 1        | 0        | 0        | 1        | 1        | 0        | -        | -        | -        | -        | -        | -        | -        | -        | 0      |
|              | 愛地球党                            | 1     | 0    | 0    | 1    | 1    | 0    | 1        | 0        | 0        | 1        | 1        | 0        | -        | -        | -        | -        | -        | -        | -        | -        | 0      |
|              | 日本成功党                          | 1     | 0    | 0    | 1    | 1    | 0    | 1        | 0        | 0        | 1        | 1        | 0        | -        | -        | -        | -        | -        | -        | -        | -        | 0      |
|              | 改新党                              | 1     | 0    | 0    | 1    | 1    | 0    | 1        | 0        | 0        | 1        | 1        | 0        | -        | -        | -        | -        | -        | -        | -        | -        | 0      |
|              | 無所属                              | 80    | 8    | 11   | 61   | 70   | 10   | 80       | 8        | 11       | 61       | 70       | 10       | -        | -        | -        | -        | -        | -        | -        | -        | 13     |
| 総計         | 総計                                | 1,051 | 419  | 82   | 550  | 865  | 186  | 857      | 380      | 65       | 412      | 716      | 141      | 817      | 194      | 623      | 39       | 17       | 138      | 149      | 45       | 461    |
| 出典：総務省 |                                     |       |      |      |      |      |      |          |          |          |          |          |          |          |          |          |          |          |          |          |          |        |

小選挙区289と比例代表176の合わせて465議席をめぐって、1051人（小選挙区・857人、比例代表単独・194人）が立候補した（NHK調べ）。なお、全体の候補者数は、1996年に導入された小選挙区比例代表並立制の下で最少だった2005年衆院選の1131人を下回り過去最低となった。

### 都道府県別小選挙区立候補者数
| 都道府県 | 区数 | 自民 | 公明 | 与党計 | 立民 | 維新 | 共産 | 国民 | れ新 | 社民 | N党 | 諸他 | 無所 | 野党計 | 計  |
| -------- | ---- | ---- | ---- | ------ | ---- | ---- | ---- | ---- | ---- | ---- | --- | ---- | ---- | ------ | --- |
| 北海道   | 12   | 11   | 1    | 12     | 12   | 3    | 3    | 0    | 0    | 0    | 1   | 0    | 1    | 20     | 32  |
| 青森県   | 3    | 3    | 0    | 3      | 3    | 0    | 2    | 0    | 0    | 0    | 0   | 0    | 0    | 5      | 8   |
| 岩手県   | 3    | 3    | 0    | 3      | 3    | 0    | 1    | 0    | 0    | 0    | 1   | 0    | 0    | 5      | 8   |
| 宮城県   | 6    | 6    | 0    | 6      | 4    | 2    | 2    | 0    | 0    | 0    | 1   | 0    | 2    | 11     | 17  |
| 秋田県   | 3    | 3    | 0    | 3      | 2    | 0    | 1    | 0    | 0    | 0    | 0   | 0    | 0    | 3      | 6   |
| 山形県   | 3    | 3    | 0    | 3      | 1    | 0    | 1    | 1    | 0    | 0    | 0   | 0    | 1    | 4      | 7   |
| 福島県   | 5    | 5    | 0    | 5      | 4    | 0    | 1    | 0    | 0    | 0    | 0   | 0    | 0    | 5      | 10  |
| 茨城県   | 7    | 7    | 0    | 7      | 4    | 3    | 2    | 1    | 0    | 0    | 0   | 0    | 2    | 12     | 19  |
| 栃木県   | 5    | 5    | 0    | 5      | 4    | 1    | 2    | 0    | 0    | 0    | 0   | 0    | 0    | 7      | 12  |
| 群馬県   | 5    | 5    | 0    | 5      | 3    | 1    | 2    | 0    | 0    | 0    | 1   | 0    | 2    | 9      | 14  |
| 埼玉県   | 15   | 15   | 0    | 15     | 11   | 4    | 6    | 2    | 0    | 0    | 1   | 0    | 5    | 29     | 44  |
| 千葉県   | 13   | 13   | 0    | 13     | 11   | 4    | 4    | 1    | 1    | 0    | 1   | 1    | 3    | 26     | 39  |
| 神奈川県 | 18   | 17   | 0    | 17     | 15   | 7    | 5    | 1    | 0    | 1    | 1   | 0    | 4    | 34     | 51  |
| 山梨県   | 2    | 2    | 0    | 2      | 2    | 0    | 1    | 0    | 0    | 0    | 1   | 0    | 0    | 4      | 6   |
| 東京都   | 25   | 23   | 1    | 24     | 20   | 17   | 9    | 2    | 2    | 1    | 3   | 3    | 15   | 72     | 96  |
| 新潟県   | 6    | 6    | 0    | 6      | 4    | 1    | 1    | 1    | 0    | 0    | 0   | 0    | 3    | 10     | 16  |
| 富山県   | 3    | 3    | 0    | 3      | 2    | 1    | 2    | 0    | 0    | 0    | 0   | 0    | 0    | 5      | 8   |
| 石川県   | 3    | 3    | 0    | 3      | 2    | 1    | 2    | 0    | 0    | 0    | 0   | 0    | 2    | 7      | 10  |
| 福井県   | 2    | 2    | 0    | 2      | 2    | 0    | 0    | 0    | 0    | 0    | 0   | 0    | 0    | 2      | 4   |
| 長野県   | 5    | 5    | 0    | 5      | 4    | 1    | 1    | 0    | 0    | 0    | 1   | 0    | 0    | 7      | 12  |
| 岐阜県   | 5    | 5    | 0    | 5      | 4    | 2    | 3    | 1    | 0    | 0    | 0   | 1    | 0    | 11     | 16  |
| 静岡県   | 8    | 8    | 0    | 8      | 7    | 3    | 1    | 2    | 0    | 0    | 0   | 1    | 1    | 15     | 23  |
| 愛知県   | 15   | 15   | 0    | 15     | 13   | 3    | 5    | 1    | 2    | 0    | 1   | 0    | 1    | 26     | 41  |
| 三重県   | 4    | 4    | 0    | 4      | 4    | 0    | 1    | 0    | 0    | 0    | 1   | 0    | 0    | 6      | 10  |
| 滋賀県   | 4    | 4    | 0    | 4      | 2    | 1    | 1    | 1    | 1    | 0    | 1   | 0    | 0    | 7      | 11  |
| 京都府   | 6    | 6    | 0    | 6      | 3    | 3    | 4    | 1    | 1    | 0    | 0   | 0    | 2    | 14     | 20  |
| 大阪府   | 19   | 15   | 4    | 19     | 13   | 15   | 12   | 0    | 2    | 1    | 1   | 0    | 4    | 48     | 67  |
| 兵庫県   | 12   | 10   | 2    | 12     | 8    | 9    | 5    | 1    | 1    | 0    | 0   | 0    | 2    | 26     | 38  |
| 奈良県   | 3    | 2    | 0    | 2      | 2    | 1    | 2    | 0    | 0    | 0    | 1   | 0    | 2    | 8      | 10  |
| 和歌山県 | 3    | 3    | 0    | 3      | 1    | 1    | 1    | 1    | 0    | 0    | 1   | 1    | 1    | 7      | 10  |
| 鳥取県   | 2    | 2    | 0    | 2      | 1    | 0    | 1    | 0    | 0    | 0    | 0   | 0    | 0    | 2      | 4   |
| 島根県   | 2    | 2    | 0    | 2      | 2    | 0    | 1    | 0    | 0    | 0    | 0   | 0    | 1    | 4      | 6   |
| 岡山県   | 5    | 5    | 0    | 5      | 5    | 0    | 3    | 0    | 0    | 0    | 0   | 0    | 2    | 10     | 15  |
| 広島県   | 7    | 6    | 1    | 7      | 6    | 2    | 2    | 0    | 0    | 1    | 1   | 1    | 4    | 17     | 24  |
| 山口県   | 4    | 4    | 0    | 4      | 2    | 0    | 1    | 0    | 1    | 0    | 0   | 0    | 1    | 5      | 9   |
| 徳島県   | 2    | 2    | 0    | 2      | 1    | 1    | 1    | 0    | 0    | 0    | 0   | 0    | 2    | 5      | 7   |
| 香川県   | 3    | 3    | 0    | 3      | 1    | 1    | 1    | 1    | 0    | 0    | 0   | 0    | 0    | 4      | 7   |
| 愛媛県   | 4    | 4    | 0    | 4      | 2    | 0    | 2    | 1    | 0    | 0    | 0   | 0    | 3    | 8      | 12  |
| 高知県   | 2    | 2    | 0    | 2      | 2    | 0    | 0    | 0    | 0    | 0    | 2   | 0    | 1    | 5      | 7   |
| 福岡県   | 11   | 11   | 0    | 11     | 8    | 4    | 4    | 0    | 1    | 2    | 1   | 0    | 4    | 24     | 35  |
| 佐賀県   | 2    | 2    | 0    | 2      | 2    | 0    | 0    | 0    | 0    | 0    | 0   | 0    | 0    | 2      | 4   |
| 長崎県   | 4    | 4    | 0    | 4      | 3    | 0    | 1    | 1    | 0    | 0    | 0   | 1    | 3    | 9      | 13  |
| 熊本県   | 4    | 4    | 0    | 4      | 2    | 0    | 1    | 0    | 0    | 1    | 1   | 0    | 1    | 6      | 10  |
| 大分県   | 3    | 3    | 0    | 3      | 2    | 0    | 1    | 0    | 0    | 0    | 1   | 0    | 2    | 6      | 9   |
| 宮崎県   | 3    | 3    | 0    | 3      | 1    | 1    | 1    | 1    | 0    | 0    | 1   | 0    | 1    | 6      | 9   |
| 鹿児島県 | 4    | 4    | 0    | 4      | 2    | 0    | 1    | 0    | 0    | 1    | 1   | 0    | 1    | 6      | 10  |
| 沖縄県   | 4    | 4    | 0    | 4      | 2    | 1    | 1    | 0    | 0    | 1    | 1   | 0    | 1    | 7      | 11  |
| 合計     | 289  | 277  | 9    | 286    | 214  | 94   | 105  | 21   | 12   | 9    | 27  | 9    | 80   | 571    | 857 |

### 比例ブロック別立候補者数
|      |                                     | 合計 | 合計 | 北海道 | 北海道 | 東北 | 東北 | 北関東 | 北関東 | 南関東 | 南関東 | 東京 | 東京 | 北陸信越 | 北陸信越 | 東海 | 東海 | 近畿 | 近畿 | 中国 | 中国 | 四国 | 四国 | 九州 | 九州 |
| 党派 | 党派                                | 計   | 計   | 計     | 計     | 計   | 計   | 計     | 計     | 計     | 計     | 計   | 計   | 計       | 計       | 計   | 計   | 計   | 計   | 計   | 計   | 計   | 計   | 計   | 計   |
| 党派 | 党派                                | 単独 | 重複 | 単独   | 重複   | 単独 | 重複 | 単独   | 重複   | 単独   | 重複   | 単独 | 重複 | 単独     | 重複     | 単独 | 重複 | 単独 | 重複 | 単独 | 重複 | 単独 | 重複 | 単独 | 重複 |
| ---- | ----------------------------------- | ---- | ---- | ------ | ------ | ---- | ---- | ------ | ------ | ------ | ------ | ---- | ---- | -------- | -------- | ---- | ---- | ---- | ---- | ---- | ---- | ---- | ---- | ---- | ---- |
|      | 自由民主党                          | 310  | 310  | 15     | 15     | 25   | 25   | 39     | 39     | 35     | 35     | 28   | 28   | 25       | 25       | 35   | 35   | 40   | 40   | 22   | 22   | 16   | 16   | 30   | 30   |
| 59   | 自由民主党                          | 251  | 4    | 11     | 3      | 22   | 8    | 31     | 6      | 29     | 7      | 21   | 6    | 19       | 5        | 30   | 4    | 36   | 6    | 16   | 5    | 11   | 5    | 25   |      |
|      | 公明党                              | 44   | 44   | 2      | 2      | 3    | 3    | 4      | 4      | 5      | 5      | 4    | 4    | 2        | 2        | 5    | 5    | 8    | 8    | 3    | 3    | 2    | 2    | 6    | 6    |
| 44   | 公明党                              | 0    | 2    | 0      | 3      | 0    | 4    | 0      | 5      | 0      | 4      | 0    | 2    | 0        | 5        | 0    | 8    | 0    | 3    | 0    | 2    | 0    | 6    | 0    |      |
|      | 立憲民主党                          | 239  | 239  | 15     | 15     | 20   | 20   | 25     | 25     | 30     | 30     | 23   | 23   | 15       | 15       | 29   | 29   | 31   | 31   | 18   | 18   | 8    | 8    | 25   | 25   |
| 26   | 立憲民主党                          | 213  | 3    | 12     | 3      | 17   | 3    | 22     | 2      | 28     | 3      | 20   | 1    | 14       | 2        | 27   | 2    | 29   | 2    | 16   | 2    | 6    | 3    | 22   |      |
|      | 日本維新の会                        | 96   | 96   | 3      | 3      | 2    | 2    | 9      | 9      | 11     | 11     | 17   | 17   | 4        | 4        | 8    | 8    | 30   | 30   | 3    | 3    | 3    | 3    | 6    | 6    |
| 2    | 日本維新の会                        | 94   | 0    | 3      | 0      | 2    | 0    | 9      | 0      | 11     | 0      | 17   | 0    | 4        | 0        | 8    | 0    | 30   | 1    | 2    | 1    | 2    | 0    | 6    |      |
|      | 日本共産党                          | 40   | 40   | 2      | 2      | 3    | 3    | 3      | 3      | 5      | 5      | 7    | 7    | 3        | 3        | 3    | 3    | 6    | 6    | 2    | 2    | 2    | 2    | 4    | 4    |
| 25   | 日本共産党                          | 15   | 2    | 0      | 2      | 1    | 2    | 1      | 3      | 2      | 4      | 3    | 2    | 1        | 3        | 0    | 2    | 4    | 2    | 0    | 2    | 0    | 1    | 3    |      |
|      | 国民民主党                          | 27   | 27   | 1      | 1      | 2    | 2    | 3      | 3      | 3      | 3      | 3    | 3    | 1        | 1        | 4    | 4    | 4    | 4    | 1    | 1    | 2    | 2    | 3    | 3    |
| 6    | 国民民主党                          | 21   | 1    | 0      | 1      | 1    | 0    | 3      | 1      | 2      | 1      | 2    | 0    | 1        | 0        | 4    | 0    | 4    | 1    | 0    | 0    | 2    | 1    | 2    |      |
|      | れいわ新選組                        | 21   | 21   | 1      | 1      | 1    | 1    | 1      | 1      | 2      | 2      | 4    | 4    | 1        | 1        | 2    | 2    | 6    | 6    | 1    | 1    | 1    | 1    | 1    | 1    |
| 9    | れいわ新選組                        | 12   | 1    | 0      | 1      | 0    | 1    | 0      | 1      | 1      | 2      | 2    | 1    | 0        | 0        | 2    | 1    | 5    | 0    | 1    | 1    | 0    | 0    | 1    |      |
|      | 社会民主党                          | 15   | 15   | 1      | 1      | 1    | 1    | 1      | 1      | 1      | 1      | 1    | 1    | 1        | 1        | 1    | 1    | 1    | 1    | 1    | 1    | 1    | 1    | 5    | 5    |
| 6    | 社会民主党                          | 9    | 1    | 0      | 1      | 0    | 1    | 0      | 0      | 1      | 0      | 1    | 1    | 0        | 1        | 0    | 0    | 1    | 0    | 1    | 1    | 0    | 0    | 5    |      |
|      | NHKと裁判してる党弁護士法72条違反で | 11   | 11   | 1      | 1      | 1    | 1    | 1      | 1      | 1      | 1      | 1    | 1    | 1        | 1        | 1    | 1    | 1    | 1    | 1    | 1    | 1    | 1    | 1    | 1    |
| 3    | NHKと裁判してる党弁護士法72条違反で | 8    | 0    | 1      | 0      | 1    | 1    | 0      | 1      | 0      | 0      | 1    | 0    | 1        | 0        | 1    | 0    | 1    | 0    | 1    | 0    | 1    | 1    | 0    |      |
|      | 支持政党なし                        | 2    | 2    | 2      | 2      | 0    | 0    | 0      | 0      | 0      | 0      | 0    | 0    | 0        | 0        | 0    | 0    | 0    | 0    | 0    | 0    | 0    | 0    | 0    | 0    |
| 2    | 支持政党なし                        | 0    | 2    | 0      | 0      | 0    | 0    | 0      | 0      | 0      | 0      | 0    | 0    | 0        | 0        | 0    | 0    | 0    | 0    | 0    | 0    | 0    | 0    | 0    |      |
|      | 日本第一党                          | 4    | 4    | 0      | 0      | 0    | 0    | 0      | 0      | 0      | 0      | 4    | 4    | 0        | 0        | 0    | 0    | 0    | 0    | 0    | 0    | 0    | 0    | 0    | 0    |
| 4    | 日本第一党                          | 0    | 0    | 0      | 0      | 0    | 0    | 0      | 0      | 0      | 4      | 0    | 0    | 0        | 0        | 0    | 0    | 0    | 0    | 0    | 0    | 0    | 0    | 0    |      |
|      | 新党やまと                          | 4    | 4    | 0      | 0      | 0    | 0    | 0      | 0      | 0      | 0      | 4    | 4    | 0        | 0        | 0    | 0    | 0    | 0    | 0    | 0    | 0    | 0    | 0    | 0    |
| 4    | 新党やまと                          | 0    | 0    | 0      | 0      | 0    | 0    | 0      | 0      | 0      | 4      | 0    | 0    | 0        | 0        | 0    | 0    | 0    | 0    | 0    | 0    | 0    | 0    | 0    |      |
|      | 政権交代によるコロナ対策強化新党    | 4    | 4    | 0      | 0      | 0    | 0    | 0      | 0      | 0      | 0      | 4    | 4    | 0        | 0        | 0    | 0    | 0    | 0    | 0    | 0    | 0    | 0    | 0    | 0    |
| 4    | 政権交代によるコロナ対策強化新党    | 0    | 0    | 0      | 0      | 0    | 0    | 0      | 0      | 0      | 4      | 0    | 0    | 0        | 0        | 0    | 0    | 0    | 0    | 0    | 0    | 0    | 0    | 0    |      |
| 総計 | 総計                                | 817  | 817  | 43     | 43     | 58   | 58   | 86     | 86     | 93     | 93     | 100  | 100  | 53       | 53       | 88   | 88   | 127  | 127  | 52   | 52   | 36   | 36   | 81   | 81   |
| 総計 | 総計                                | 194  | 623  | 16     | 27     | 14   | 44   | 20     | 66     | 19     | 74     | 33   | 67   | 13       | 40       | 16   | 72   | 17   | 110  | 15   | 37   | 14   | 22   | 17   | 64   |

### 党派の動き

#### 与党
- 自由民主党（岸田文雄総裁）

今回の衆院選の勝敗ラインについて「与党（自民・公明）で過半数を確保することだ」と述べた。
- 公明党（山口那津男代表）

公認候補者を立てた9小選挙区の全勝と比例代表の800万票獲得を目標に掲げた。

#### 野党
野党共闘
- 立憲民主党（枝野幸男代表）
- 日本共産党（志位和夫委員長）
- れいわ新選組（山本太郎代表）
- 社会民主党（福島瑞穂党首）

4党は安全保障関連法の廃止を求めるグループ「市民連合」を介して政策協定を締結。野党共闘の選挙区は前回・2017年は80選挙区程度にとどまっていたが、今回は約210の選挙区で候補者一本化が実現し、2.7倍に急増。また全国289選挙区の約半数となる142選挙区で、与党候補対野党統一候補の一騎打ちが実現した。
共産党は、今回衆院選では野党共闘を進めるため、全国21の小選挙区で公認候補の立候補を取り下げ、比例区に回した。一方、立憲民主党が取り下げた3小選挙区に公認候補を立てた。
第3極
- 日本維新の会（松井一郎代表）

本拠地の大阪をはじめ各地の選挙区に94人・比例単独2人の合計96人を公認で擁立。代表である松井一郎大阪市長は、勝敗目標は衆院で単独で法案を提出できる21議席の獲得が最低ラインとし、全員当選を目指すとした。
- 国民民主党（玉木雄一郎代表）

政策協定の枠組みには参加しなかったものの、立憲民主党と選挙協力の「覚書」を結び、候補者擁立で4党と一定のすみ分けを行った。
- NHKと裁判してる党弁護士法72条違反で（立花孝志党首）

NHKの受信料制度を批判するとともに「諸派党構想」を打ち出した。今選挙戦で3議席以上を獲得した場合は、岸田内閣に対して選挙後に閣外協力を申し出ると話した。

#### 諸派
- 支持政党なし（佐野秀光代表）

代表の佐野を含め2人が比例北海道ブロックから党公認で立候補した。
- 新党やまと（小林興起代表）

代表の小林が東京9区から党公認で立候補した他、比例東京ブロックに党公認候補が4人立候補した。
- 日本第一党（桜井誠党首）

党首の桜井が東京15区から党公認で立候補した他、比例東京ブロックに党公認候補が4人立候補した。
- 政権交代によるコロナ対策強化新党（清水三雄呼びかけ人）

呼びかけ人の清水三雄ら4人が比例東京ブロックから党公認候補で立候補した。
- 新党くにもり（本間奈々代表）

代表の本間が和歌山3区から党公認で立候補した他、千葉代表の梓まりが千葉10区から党公認で立候補した。
- 新党日本のこころ（沢口祐司代表）

代表の沢口が東京10区から党公認で立候補した。
- 改革未来党（土田正光代表）

代表の土田が岐阜1区から党公認で立候補した。
- 愛地球党（小沢頼仁代表）

副代表の千田光が静岡5区から党公認で立候補した。
- 日本成功党（上出圭一党首）

党首の上出が広島1区から党公認で立候補した。
- 改新党（石本啓之代表）

代表の石本が長崎3区から党公認で立候補した。

#### その他
今回の衆院選に出馬を断念した政治団体は以下の通り。
- 幸福実現党（大川隆法総裁・釈量子党首）

今回の衆院選において、釈党首を筆頭に小選挙区16名・比例ブロック28名の合計44名を立候補させる予定であったが、「アフターコロナを見据えた政策転換が必要」との理由で、2020年8月に全員の立候補を取り下げた。
- 都民ファーストの会（荒木千陽代表）

国政向けの政治団体「ファーストの会」（荒木千陽代表）を設立。今回の選挙における東京都内の25選挙区すべてにおいて候補者擁立を目指したが、公示日直前で断念した。
- 減税日本（河村たかし代表）

代表の河村自身が立候補を検討しており、上田清司参議院議員が結成を目指していた新党との連携も模索したが、最終的に候補者の擁立を断念した。

#### 公約・マニフェスト
- 自由民主党　：自民党 令和3年 政権公約
- 立憲民主党　：立憲民主党 政権政策2021
- 公明党　　　：衆院選 政策集 公明党
- 日本共産党　：日本共産党 総選挙政策
- 日本維新の会：衆院選マニフェスト 日本維新の会
- 国民民主党　：国民民主党 政策パンフレット
- 社会民主党　：2021年 衆議院総選挙公約 (社民党)
- れいわ新選組：2021年衆議院選挙 マニフェスト (れいわ新選組)

#### キャッチコピー
- 自由民主党　：新しい時代を 皆さんとともに。[94][95]
- 公明党　　　：日本再生へ新たな挑戦。[94][95]
- 立憲民主党　：変えよう。[94]
- 日本共産党　：なにより、いのち。ぶれずに、つらぬく[94]
- 社会民主党　：生存のための政権交代[94]
- れいわ新選組：れいわニューディール[94]

　　　　　　　何があっても心配するな
- 国民民主党　：動け、日本。[94]
- 日本維新の会：今こそ、『日本大改革』を。[94]

　　　　　　　身を切る改革、実行中
- NHKと裁判してる党弁護士法72条違反で：

　　　　　　　受信料公平負担の原則をNHKに順守させる
　　　　　　　NHKが変われば日本も変わる
　　　　　　　NHKをぶっ壊す

#### ウェブサイト
- 自由民主党　：2021年 衆院選特設サイト｜自由民主党（特設サイト）
- 立憲民主党　：変えよう。 | 立憲民主党（特設サイト）
- 公明党　　　：第49回衆議院選挙 特設サイト | 公明党（特設サイト）
- 日本共産党　：日本共産党（特設サイト）
- 日本維新の会：日本維新の会　衆議院議員選挙2021（特設サイト）
- 国民民主党　：国民民主党 第49回衆議院議員総選挙 特設サイト（特設サイト）
- 社会民主党　：社民党 SDP Japan（公式サイト）
- れいわ新選組：れいわ新選組（公式サイト）
- NHKと裁判してる党弁護士法72条違反で：

　　　　　　　NHKをぶっ壊す！ - NHKと裁判してる党弁護士法７２条違反で（公式サイト）
- 支持政党なし：支持政党なし（公式サイト）
- 新党やまと　：新党やまと （公式サイト）
- 政権交代によるコロナ対策強化新党：

　　　　　　　政権交代によるコロナ対策強化新党 （公式サイト）
- 日本第一党　：日本第一党 （公式サイト）
- 新党くにもり：新党くにもり （公式サイト）
- 新党日本のこころ：

　　　　　　　沢口ゆうじ.com（公式サイト）
- 愛地球党　　：愛地球党 日本支部 （公式サイト）
- 日本成功党　：日本成功党 （公式サイト）

改革未来党、改新党は党として公式ウェブサイト・総選挙特設ウェブサイトを設置しなかった。

## 選挙報道

### 情勢、議席予測
選挙前にメディアなどで発表された各党の情勢および獲得議席数の予測は、以下のとおりである。
10月20日
- 読売新聞[96]・日本テレビ[97]
  - 自民は議席を減らし、単独過半数を維持できるか微妙。立憲は着実に上積みし、維新は大阪を中心に躍進する公算が大きい。公明・共産・れいわも上積みの可能性あり。社民は現状維持。一方、国民・NHK党は厳しい戦いとなる見込み。（読売）
  - 自民は公示前から議席を大きく減らし、単独過半数を維持できるか微妙。一方、公明は公示前を超える勢い。立憲は公示前から議席を上積み。共産も公示前から議席を増やす勢い。維新は大阪を中心に公示前から大きく伸ばす勢い。国民は公示前議席前後は確保しそうな情勢。社民とれいわは1議席は確保できそう。NHK党は議席獲得に向けて苦しい戦い。（日テレ）

10月21日
- TBSテレビ[98]・毎日新聞[99]
  - 自民は単独過半数をうかがう。公明は公示前の議席を維持。立憲・共産は議席増の可能性。維新は公示前と比べ2倍を超える可能性あり。国民は公示前議席を維持できるか微妙。れいわと社民はそれぞれ議席を獲得する可能性あり。NHK党は議席獲得が難しい。（TBS）
  - 自民は公示前から減らす可能性が高い。公明も公示前に届くかは微妙。与党で過半数は確保も「絶対安定多数」を割る可能性。立憲は公示前の上積みを視野に入れる。共産は全体で公示前を超える勢い。国民は伸び悩み公示前前後にとどまる可能性。れいわ・社民、いずれも現状維持のめど。維新は公示前から3倍増となる勢い。（毎日）
- 産経新聞[100]
  - 自民は公示前からは減らすものの、単独での過半数は維持する情勢。公明も公示前前後の議席確保が見込まれる。立憲は公示前程度の議席は固めつつあり、上積みが焦点。維新は公示前から倍増の勢い。共産は公示前は上回りそう。社民は公示前の維持が視野に入り、国民は公示前前後の勢力を確保できそう。れいわ・NHK党は比例代表で議席を確保できるか。
- テレビ東京[101]・日本経済新聞[102]
  - 自民・公明の両党で過半数を越える勢い。自民・公明ともに比例代表で公示前からの上積みの公算大。立憲は公示前から積み増す可能性。共産は比例を中心に議席増。維新は公示前を上回る情勢。国民は現有議席を確保は厳しい状況。れいわは比例代表で議席獲得の可能性あり。社民は小選挙区で現有議席の維持が視野。NHK党は議席獲得のめど立たず。
- 共同通信[103]
  - 自民は単独過半数をうかがうものの、公示前勢力の維持は微妙。立憲は共産などとの野党共闘が奏功し、与党との接戦区が増えている。公明は堅調。維新は議席増へ勢い。

10月24日
- 時事通信[104]
  - 自民は公示前から議席を減らし、単独過半数をうかがう状況。立憲は公示前から上積みし、共産・維新も議席を増やす見通し。

10月25日
- 産経新聞[105]・フジテレビ[106]
  - 自民は議席を減らすのは確実だが、単独過半数を維持しそう。公明は公示前の議席の維持が焦点となりそう。立憲は公示前の議席を大きく上回る。維新は公示前から躍進する勢いをみせている。共産は公示前の議席から伸ばす可能性がある。国民は前職全員の当選が視野に入り、比例での議席獲得が焦点だ。れいわ・社民はそれぞれ1~2議席の獲得が視野に入っている。NHK党は苦しい戦い。（産経）
  - 自民は議席を減らすのは確実で、単独過半数を維持できるかは微妙な情勢。公明は公示前の議席維持は微妙。立憲は公示前の議席から伸ばす可能性がある。維新は公示前から3倍近くまで伸ばす勢い。共産は数議席伸ばす可能性がある。国民は公示前の議席を守れるか見通せない。社民は選挙区で議席を確保する公算で、れいわは比例代表で議席獲得の可能性がある。NHK党は議席獲得が厳しい情勢。（フジ）
- 朝日新聞[107]
  - 自民は公示前の議席より減る公算が大きいものの、単独過半数を大きく上回る勢い。公明は公示前の議席を維持しそうな勢い。立憲は公示前の議席からほぼ横ばい。維新は公示前から3倍近くに増える勢い。共産は公示前の議席を上回る可能性がある。国民は公示前の議席と同程度になる見込み。れいわは比例区で議席獲得をうかがう。社民は選挙区、比例区ともに議席を確保できるかどうか。NHK党は厳しい情勢だ。

10月27日
- 共同通信[108]
  - 自民は、公明と合わせた与党で「絶対安定多数」を視野に入れるものの、自民単独では公示前の議席から減らす可能性がある。立憲は接戦区の勝敗によっては、公示前議席から伸ばす。公明・共産は公示前議席を上回る勢いを維持。維新は公示前勢力の約3倍となる勢いで、国民は公示前勢力の維持となりそう。社民は現有1議席を死守できそう。れいわは比例区での議席獲得が見込める。NHK党は厳しい。

10月28日
- 読売新聞[109]・日本テレビ[110]
  - 自民は単独過半数を維持できるか微妙な情勢。公明は公示前の議席を上回る可能性がある。自民・公明の与党では、国会を安定的に運営するための「安定多数」をうかがう。立憲は公示前の議席から増やす可能性がある。共産は公示前の議席を上回る勢いだ。維新は公示前の議席から３倍超をうかがう。国民は公示前の議席を確保できるかどうかが焦点だ。（読売）
  - 自民・公明は序盤に引き続き、過半数を確保する勢いを維持するが、自民は公示前から議席を大きく減らし、公明は公示前の議席を超える勢いを維持している。立憲は序盤の勢いのまま、公示前から議席を上積みしそう。共産は公示前より議席を増やすが、序盤よりやや勢いを失っている。維新は序盤よりもさらに勢いをまし、公示前より大きく伸ばす勢い。国民は公示前議席前後は確保しそうな情勢。社民とれいわは1議席は確保できそう。NHK党は議席獲得が厳しい情勢だ。（日テレ）

10月29日
- フジテレビ[111]
  - 自民は公示前の議席を減らす見通しで、公明は公示前の議席からの上積みを狙う。自民・公明をあわせた与党で過半数を確保するのは確実な情勢で、国会のすべての委員長ポストを確保して過半数を握る、絶対安定多数をうかがう情勢。立憲は公示前の議席を伸ばす見通し。共産は数議席増やすことになりそう。維新は公示前の議席の倍近くの議席獲得が視野に入った。国民は公示前の議席から減らす可能性がある。社民は選挙区で1議席を確保する公算で、れいわは比例で議席を獲得する可能性がある。NHK党は議席獲得が厳しい情勢。

## 主な争点
政局
- 岸田内閣の信任及び自公連立政権の継続の是非について[112][113]
- 野党共闘への賛否と政権交代の是非について

政策
- 新型コロナウイルス対策及び収束後を見据えた経済政策について
- 出産・子育て・学費などの育児政策や教育政策について
- 貧困・格差社会・介護・年金などの社会福祉政策について[114]
- 気候変動や地球温暖化などの環境政策について
- ジェンダー平等（選択的夫婦別姓、性的指向・性自認による差別禁止法の制定、同性婚、LGBTQなどの性的マイノリティー、国会議員クオータ制義務化含めた女性議員比率など）の推進への賛否[115][116]
- 障害者施策・生活保護問題・地方参政権付与やヘイトスピーチ対策法強化を含む日本国在住の外国人政策・不法滞在認定を受けている者が帰国を拒否している場合に長期収容となる問題解決策として強制送還させる出入国管理法改正と出入国管理局の不法滞在者収容対応の是非、難民の受け入れなどの社会的マイノリティー重視政策推進含む多様性・多文化共生・多文化主義への賛否[117][118][119][120]
- 辺野古基地移設の賛否
- 原発再開・原発ゼロ等の原発政策について
- 岸田文雄総理の掲げる「新しい資本主義」の是非について
- 憲法改正の是非・必要性について[121]
- 消費税やベーシックインカムについて
- 日本の国際関係や安全保障について
- 最低賃金について
- 氷河期世代対策について

## 選挙結果

### 党派別獲得議席
|                                                                               |                                     |                        |                        |                        |                        |                |          |               |                |          |        |
| 党派                                                                          | 党派                                | 党派                   | 獲得 議席              | 増減                   | 小選挙区               | 小選挙区       | 小選挙区 | 比例代表      | 比例代表       | 比例代表 | 公示前 |
| 党派                                                                          | 党派                                | 党派                   | 獲得 議席              | 増減                   | 議席                   | 得票数         | 得票率   | 議席          | 得票数         | 得票率   | 公示前 |
| 与党（自公）                                                                  | 与党（自公）                        | 与党（自公）           | 293                    | 012                    | 198                    | 28,499,166.498 | 49.60%   | 95            | 27,029,165.000 | 47.04%   | 305    |
|                                                                               |                                     | 自由民主党             | 261                    | 015                    | 189                    | 27,626,235.498 | 48.08%   | 72            | 19,914,883.000 | 34.66%   | 276    |
|                                                                               | 公明党                              | 32                     | 003                    | 9                      | 872,931.000            | 1.52%          | 23       | 7,114,282.000 | 12.38%         | 29       |        |
| 野党（選挙協力）                                                              | 野党（選挙協力）                    | 野党（選挙協力）       | 110                    | 013                    | 59                     | 20,416,725.450 | 35.53%   | 51            | 18,892,406.722 | 32.88%   | 123    |
|                                                                               |                                     | 立憲民主党             | 96                     | 013                    | 57                     | 17,215,621.450 | 29.96%   | 39            | 11,492,094.722 | 20.00%   | 109    |
|                                                                               | 日本共産党                          | 10                     | 002                    | 1                      | 2,639,631.000          | 4.59%          | 9        | 4,166,076.000 | 7.25%          | 12       |        |
|                                                                               | れいわ新選組                        | 3                      | 002                    | 0                      | 248,280.000            | 0.43%          | 3        | 2,215,648.000 | 3.86%          | 1        |        |
|                                                                               | 社会民主党                          | 1                      | 増減なし               | 1                      | 313,193.000            | 0.55%          | 0        | 1,018,588.000 | 1.77%          | 1        |        |
| 野党（その他）・無所属                                                        | 野党（その他）・無所属              | 野党（その他）・無所属 | 62                     | 029                    | 32                     | 8,541,140.994  | 14.87%   | 30            | 11,544,407.241 | 20.08%   | 33     |
|                                                                               |                                     | 日本維新の会           | 41                     | 030                    | 16                     | 4,802,793.000  | 8.36%    | 25            | 8,050,830.000  | 14.01%   | 11     |
|                                                                               | 国民民主党                          | 11                     | 003                    | 6                      | 1,246,812.000          | 2.17%          | 5        | 2,593,396.241 | 4.51%          | 8        |        |
|                                                                               | 無所属                              | 10                     | 003                    | 10                     | 2,269,167.814          | 3.95%          | －       | －            | －             | 13       |        |
|                                                                               | NHKと裁判してる党弁護士法72条違反で | 0                      | 001                    | 0                      | 150,542.180            | 0.26%          | 0        | 796,788.000   | 1.39%          | 1        |        |
|                                                                               | 支持政党なし                        | 0                      | 増減なし               | －                     | －                     | －             | 0        | 46,142.000    | 0.08%          | 0        |        |
|                                                                               | 日本第一党                          | 0                      | 増減なし               | 0                      | 9,449.000              | 0.02%          | 0        | 33,661.000    | 0.06%          | 0        |        |
|                                                                               | 新党やまと                          | 0                      | 増減なし               | 0                      | 15,091.000             | 0.03%          | 0        | 16,970.000    | 0.03%          | 0        |        |
|                                                                               | 政権交代によるコロナ対策強化新党    | 0                      | 増減なし               | －                     | －                     | －             | 0        | 6,620.000     | 0.01%          | 0        |        |
|                                                                               | 新党くにもり                        | 0                      | 増減なし               | 0                      | 29,306.000             | 0.05%          | －       | －            | －             | 0        |        |
|                                                                               | 愛地球党                            | 0                      | 増減なし               | 0                      | 5,350.000              | 0.01%          | －       | －            | －             | 0        |        |
|                                                                               | 新党日本のこころ                    | 0                      | 増減なし               | 0                      | 4,552.000              | 0.01%          | －       | －            | －             | 0        |        |
|                                                                               | 改革未来党                          | 0                      | 増減なし               | 0                      | 3,698.000              | 0.01%          | －       | －            | －             | 0        |        |
|                                                                               | 改新党                              | 0                      | 増減なし               | 0                      | 2,750.000              | 0.00%          | －       | －            | －             | 0        |        |
|                                                                               | 日本成功党                          | 0                      | 増減なし               | 0                      | 1,630.000              | 0.00%          | －       | －            | －             | 0        |        |
|                                                                               | 欠員                                | 欠員                   | 0                      | 004                    | －                     | －             | －       | －            | －             | －       | 4      |
| 総計                                                                          | 総計                                | 総計                   | 465                    | 増減なし               | 289                    | 57,457,032.942 | 100.0%   | 176           | 57,465,978.963 | 100.0%   | 465    |
| 有効票数（有効率）                                                            | 有効票数（有効率）                  | 有効票数（有効率）     | 有効票数（有効率）     | 有効票数（有効率）     | 有効票数（有効率）     | 57,457,033     | 97.55%   |               | 57,465,981     | 97.58%   |        |
| 無効票数（無効率）                                                            | 無効票数（無効率）                  | 無効票数（無効率）     | 無効票数（無効率）     | 無効票数（無効率）     | 無効票数（無効率）     | 1,443,227      | 2.45%    | 1,425,366     | 2.42%          |          |        |
| 投票総数                                                                      | 投票総数                            | 投票総数               | 投票総数               | 投票総数               | 投票総数               | 58,900,260     | －       |               | 58,891,347     | －       |        |
| 不足数                                                                        | 不足数                              | 不足数                 | 不足数                 | 不足数                 | 不足数                 | 1,356          | －       | 2,460         | －             |          |        |
| 投票者数（投票率）                                                            | 投票者数（投票率）                  | 投票者数（投票率）     | 投票者数（投票率）     | 投票者数（投票率）     | 投票者数（投票率）     | 58,901,616     | 55.93%   |               | 58,893,807     | 55.92%   |        |
| 国内投票者数（投票率）                                                        | 国内投票者数（投票率）              | 国内投票者数（投票率） | 国内投票者数（投票率） | 国内投票者数（投票率） | 国内投票者数（投票率） | 58,882,234     | 55.96%   | 58,874,277    | 55.95%         |          |        |
| 在外投票者数（投票率）                                                        | 在外投票者数（投票率）              | 在外投票者数（投票率） | 在外投票者数（投票率） | 在外投票者数（投票率） | 在外投票者数（投票率） | 19,382         | 20.09%   | 19,530        | 20.25%         |          |        |
| 棄権者数（棄権率）                                                            | 棄権者数（棄権率）                  | 棄権者数（棄権率）     | 棄権者数（棄権率）     | 棄権者数（棄権率）     | 棄権者数（棄権率）     | 46,418,907     | 44.07%   |               | 46,426,716     | 44.08%   |        |
| 国内棄権者数（棄権率）                                                        | 国内棄権者数（棄権率）              | 国内棄権者数（棄権率） | 国内棄権者数（棄権率） | 国内棄権者数（棄権率） | 国内棄権者数（棄権率） | 46,341,823     | 44.04%   | 46,349,780    | 44.05%         |          |        |
| 在外棄権者数（棄権率）                                                        | 在外棄権者数（棄権率）              | 在外棄権者数（棄権率） | 在外棄権者数（棄権率） | 在外棄権者数（棄権率） | 在外棄権者数（棄権率） | 77,084         | 79.91%   | 76,936        | 79.75%         |          |        |
| 有権者数                                                                      | 有権者数                            | 有権者数               | 有権者数               | 有権者数               | 有権者数               | 105,320,523    | 100.0%   |               | 105,320,523    | 100.0%   |        |
| 国内有権者数（国内率）                                                        | 国内有権者数（国内率）              | 国内有権者数（国内率） | 国内有権者数（国内率） | 国内有権者数（国内率） | 国内有権者数（国内率） | 105,224,057    | 99.91%   | 105,224,057   | 99.91%         |          |        |
| 在外有権者数（在外率）                                                        | 在外有権者数（在外率）              | 在外有権者数（在外率） | 在外有権者数（在外率） | 在外有権者数（在外率） | 在外有権者数（在外率） | 96,466         | 0.09%    | 96,466        | 0.09%          |          |        |
| 出典：令和3年10月31日執行 衆議院議員総選挙・最高裁判所裁判官国民審査 速報結果 |                                     |                        |                        |                        |                        |                |          |               |                |          |        |

小選挙区投票率：55.93%（前回比： 2.25%）
【男性：56.06%（前回比： 1.98%）　女性：55.80%（前回比： 2.49%）】
比例区投票率：55.92%（前回比： 2.24%）
【男性：56.06%（前回比： 1.98%）　女性：55.79%（前回比： 2.40%）】

### 党派別当選者内訳
| 党派                                                                          | 党派            | 計  | 内訳 | 内訳 | 内訳 | 男性 | 女性 | 小選挙区 | 小選挙区 | 小選挙区 | 小選挙区 | 小選挙区 | 小選挙区 | 比例代表 | 比例代表 | 比例代表 | 比例代表 | 比例代表 | 比例代表 | 比例代表 | 比例代表 |
| 党派                                                                          | 党派            | 計  | 前   | 元   | 新   | 男性 | 女性 | 計       | 前       | 元       | 新       | 男性     | 女性     | 計       | 単独     | 重複     | 前       | 元       | 新       | 男性     | 女性     |
| ----------------------------------------------------------------------------- | --------------- | --- | ---- | ---- | ---- | ---- | ---- | -------- | -------- | -------- | -------- | -------- | -------- | -------- | -------- | -------- | -------- | -------- | -------- | -------- | -------- |
|                                                                               | 自由民主党      | 261 | 226  | 2    | 33   | 241  | 20   | 189      | 166      | 1        | 22       | 175      | 14       | 72       | 16       | 56       | 60       | 1        | 11       | 66       | 6        |
|                                                                               | 立憲民主党      | 96  | 74   | 7    | 15   | 83   | 13   | 57       | 47       | 4        | 6        | 48       | 9        | 39       | 0        | 39       | 27       | 3        | 9        | 35       | 4        |
|                                                                               | 日本維新の会    | 41  | 8    | 6    | 27   | 37   | 4    | 16       | 7        | 2        | 7        | 16       | 0        | 25       | 0        | 25       | 1        | 4        | 20       | 21       | 4        |
|                                                                               | 公明党          | 32  | 20   | 3    | 9    | 28   | 4    | 9        | 9        | 0        | 0        | 9        | 0        | 23       | 23       | 0        | 11       | 3        | 9        | 19       | 4        |
|                                                                               | 国民民主党      | 11  | 6    | 1    | 4    | 10   | 1    | 6        | 6        | 0        | 0        | 5        | 1        | 5        | 0        | 5        | 0        | 1        | 4        | 5        | 0        |
|                                                                               | 日本共産党      | 10  | 9    | 1    | 0    | 8    | 2    | 1        | 1        | 0        | 0        | 1        | 0        | 9        | 6        | 3        | 8        | 1        | 0        | 7        | 2        |
|                                                                               | れいわ新選組    | 3   | 0    | 0    | 3    | 2    | 1    | 0        | 0        | 0        | 0        | 0        | 0        | 3        | 1        | 2        | 0        | 0        | 3        | 1        | 2        |
|                                                                               | 社会民主党      | 1   | 0    | 0    | 1    | 1    | 0    | 1        | 0        | 0        | 1        | 1        | 0        | 0        | 0        | 0        | 0        | 0        | 0        | 0        | 0        |
|                                                                               | 無所属（与党系) | 4   | 1    | 0    | 3    | 4    | 0    | 4        | 1        | 0        | 3        | 4        | 0        | －       | －       | －       | －       | －       | －       | －       | －       |
|                                                                               | 無所属（野党系) | 6   | 1    | 4    | 1    | 6    | 0    | 6        | 1        | 4        | 1        | 6        | 0        | －       | －       | －       | －       | －       | －       | －       | －       |
| 総計                                                                          | 総計            | 465 | 345  | 24   | 96   | 420  | 45   | 289      | 238      | 11       | 40       | 265      | 24       | 176      | 43       | 133      | 107      | 13       | 56       | 155      | 21       |
| 出典：令和3年10月31日執行 衆議院議員総選挙・最高裁判所裁判官国民審査 速報結果 |                 |     |      |      |      |      |      |          |          |          |          |          |          |          |          |          |          |          |          |          |          |

### 都道府県別小選挙区当選者数
| 都道府県 | 区数 | 自民 | 公明 | 与党計 | 立民 | 維新 | 共産 | 国民 | 社民 | 無所 | 野党計 | 計  |
| -------- | ---- | ---- | ---- | ------ | ---- | ---- | ---- | ---- | ---- | ---- | ------ | --- |
| 北海道   | 12   | 6    | 1    | 7      | 5    | 0    | 0    | 0    | 0    | 0    | 5      | 2   |
| 青森県   | 3    | 3    | 0    | 3      | 0    | 0    | 0    | 0    | 0    | 0    | 0      | 3   |
| 岩手県   | 3    | 2    | 0    | 2      | 1    | 0    | 0    | 0    | 0    | 0    | 1      | 1   |
| 宮城県   | 6    | 4    | 0    | 4      | 2    | 0    | 0    | 0    | 0    | 0    | 2      | 2   |
| 秋田県   | 3    | 2    | 0    | 2      | 1    | 0    | 0    | 0    | 0    | 0    | 1      | 1   |
| 山形県   | 3    | 3    | 0    | 3      | 0    | 0    | 0    | 0    | 0    | 0    | 0      | 3   |
| 福島県   | 5    | 2    | 0    | 2      | 3    | 0    | 0    | 0    | 0    | 0    | 3      | -1  |
| 茨城県   | 7    | 5    | 0    | 5      | 0    | 0    | 0    | 1    | 0    | 1    | 2      | 3   |
| 栃木県   | 5    | 4    | 0    | 4      | 1    | 0    | 0    | 0    | 0    | 0    | 1      | 3   |
| 群馬県   | 5    | 5    | 0    | 5      | 0    | 0    | 0    | 0    | 0    | 0    | 0      | 5   |
| 埼玉県   | 15   | 12   | 0    | 12     | 3    | 0    | 0    | 0    | 0    | 0    | 3      | 9   |
| 千葉県   | 13   | 9    | 0    | 9      | 4    | 0    | 0    | 0    | 0    | 0    | 4      | 5   |
| 神奈川県 | 18   | 11   | 0    | 11     | 7    | 0    | 0    | 0    | 0    | 0    | 7      | 4   |
| 山梨県   | 2    | 2    | 0    | 2      | 0    | 0    | 0    | 0    | 0    | 0    | 0      | 2   |
| 東京都   | 25   | 16   | 1    | 17     | 8    | 0    | 0    | 0    | 0    | 0    | 8      | 9   |
| 新潟県   | 6    | 2    | 0    | 2      | 3    | 0    | 0    | 0    | 0    | 1    | 4      | -2  |
| 富山県   | 3    | 3    | 0    | 3      | 0    | 0    | 0    | 0    | 0    | 0    | 0      | 3   |
| 石川県   | 3    | 3    | 0    | 3      | 0    | 0    | 0    | 0    | 0    | 0    | 0      | 3   |
| 福井県   | 2    | 2    | 0    | 2      | 0    | 0    | 0    | 0    | 0    | 0    | 0      | 2   |
| 長野県   | 5    | 4    | 0    | 4      | 1    | 0    | 0    | 0    | 0    | 0    | 1      | 3   |
| 岐阜県   | 5    | 5    | 0    | 5      | 0    | 0    | 0    | 0    | 0    | 0    | 0      | 5   |
| 静岡県   | 8    | 5    | 0    | 5      | 2    | 0    | 0    | 0    | 0    | 1    | 3      | 2   |
| 愛知県   | 15   | 11   | 0    | 11     | 3    | 0    | 0    | 1    | 0    | 0    | 4      | 7   |
| 三重県   | 4    | 3    | 0    | 3      | 1    | 0    | 0    | 0    | 0    | 0    | 1      | 2   |
| 滋賀県   | 4    | 4    | 0    | 4      | 0    | 0    | 0    | 0    | 0    | 0    | 0      | 4   |
| 京都府   | 6    | 2    | 0    | 2      | 2    | 0    | 0    | 1    | 0    | 1    | 4      | -2  |
| 大阪府   | 19   | 0    | 4    | 4      | 0    | 15   | 0    | 0    | 0    | 0    | 15     | -11 |
| 兵庫県   | 12   | 8    | 2    | 10     | 1    | 1    | 0    | 0    | 0    | 0    | 2      | 8   |
| 奈良県   | 3    | 2    | 0    | 2      | 1    | 0    | 0    | 0    | 0    | 0    | 1      | 1   |
| 和歌山県 | 3    | 2    | 0    | 2      | 0    | 0    | 0    | 1    | 0    | 0    | 1      | 1   |
| 鳥取県   | 2    | 2    | 0    | 2      | 0    | 0    | 0    | 0    | 0    | 0    | 0      | 2   |
| 島根県   | 2    | 2    | 0    | 2      | 0    | 0    | 0    | 0    | 0    | 0    | 0      | 2   |
| 岡山県   | 5    | 4    | 0    | 4      | 0    | 0    | 0    | 0    | 0    | 1    | 1      | 3   |
| 広島県   | 7    | 5    | 1    | 6      | 1    | 0    | 0    | 0    | 0    | 0    | 1      | 5   |
| 山口県   | 4    | 4    | 0    | 4      | 0    | 0    | 0    | 0    | 0    | 0    | 0      | 4   |
| 徳島県   | 2    | 1    | 0    | 1      | 0    | 0    | 0    | 0    | 0    | 1    | 1      | 1   |
| 香川県   | 3    | 1    | 0    | 1      | 1    | 0    | 0    | 1    | 0    | 0    | 2      | -1  |
| 愛媛県   | 4    | 4    | 0    | 4      | 0    | 0    | 0    | 0    | 0    | 0    | 0      | 4   |
| 高知県   | 2    | 2    | 0    | 2      | 0    | 0    | 0    | 0    | 0    | 0    | 0      | 2   |
| 福岡県   | 11   | 8    | 0    | 8      | 2    | 0    | 0    | 0    | 0    | 1    | 3      | 5   |
| 佐賀県   | 2    | 0    | 0    | 0      | 2    | 0    | 0    | 0    | 0    | 0    | 2      | -2  |
| 長崎県   | 4    | 3    | 0    | 3      | 0    | 0    | 0    | 1    | 0    | 0    | 1      | 2   |
| 熊本県   | 4    | 3    | 0    | 3      | 0    | 0    | 0    | 0    | 0    | 1    | 1      | 2   |
| 大分県   | 3    | 2    | 0    | 2      | 0    | 0    | 0    | 0    | 0    | 1    | 1      | 1   |
| 宮崎県   | 3    | 2    | 0    | 2      | 1    | 0    | 0    | 0    | 0    | 0    | 1      | 1   |
| 鹿児島県 | 4    | 2    | 0    | 2      | 1    | 0    | 0    | 0    | 0    | 1    | 2      | 0   |
| 沖縄県   | 4    | 2    | 0    | 2      | 0    | 0    | 1    | 0    | 1    | 0    | 2      | 0   |
| 総計     | 289  | 189  | 9    | 198    | 57   | 16   | 1    | 6    | 1    | 10   | 91     | 107 |

### 党派の動き

#### 与党
自由民主党
選挙戦当初は苦戦が伝えられており、投票終了直後の各メディアによる議席予測でも過半数割れの可能性が指摘されていたが、結果的には小選挙区では189議席と前回選挙（218議席）より減らしたものの、比例代表では前回選挙（66議席）を上回る72議席を獲得し、合計は15議席減の261議席と善戦し、絶対安定多数を単独で維持した。
その一方で幹事長の甘利明が小選挙区で落選し比例復活という結果になったほか、派閥の領袖でもあった石原伸晃や党税調の顧問であった野田毅などのベテラン議員の落選もみられた。その中でも特に大阪府では、現選挙制度導入の1996年以来初めて、連立を組む公明党が候補者を擁立している4つの選挙区を除いて候補者を擁立した15の区全てで小選挙区の議席を失い（自民党が大敗し政権交代が起こった2009年の総選挙では大阪13区で西野陽が当選している）、比例復活も宗清皇一と谷川とむの2人のみとなった。その結果を受けて自民党大阪府連会長の原田憲治（大阪9区）は選挙日に辞任を表明したが、この選挙後の自民党大阪府連所属の国会議員は衆院3人（宗清・谷川と比例単独上位で当選した柳本顕）と参議院の2人（松川るい・太田房江）のみとなっており、12月に選出される予定の原田の後任調整すらも難航していると報じられていた。大阪府議からは「ここから自民が盛り返すには20年はかかる」という声も上がっていた。結局12月4日の大阪府連の大会によって宗清が府連会長に選出された。
公明党
小選挙区では擁立した9人全員が当選し、比例代表でも前回選挙（21議席）を上回る23議席を獲得、合計は3議席増の32議席となった。この選挙では前党代表の太田昭宏や前幹事長の井上義久などのベテラン議員が立候補せず引退し、新人が9人当選するなど入れ替わりが見られた。

#### 野党
立憲民主党
各種メディアの情勢調査並びに出口調査では議席増（ただし「伸び悩み」と報じるメディアもあった）の情勢が伝えられていたが、実際には改選前の110議席から96議席に14議席減らし、100議席を割り込んだ。ただ、民主党系の政党の衆院選での獲得議席としては、野党に転落した第46回衆院選以降で最も多い数となった。野党共闘により候補者の一本化に成功するなどして小選挙区では9議席を上乗せすることに成功したが、10万票以上を獲得しながら僅差で敗れるなど、接戦で競り負けた選挙区が多くなった。比例代表は39議席で、2017年の前回選で旧立憲民主党が獲得した37議席から2議席上積みしたものの、解散前の勢力は旧希望の党で比例当選した議員が合流して62議席だったため実質的に23議席減となったことが響いた。
この選挙戦では小沢一郎が18回目、中村喜四郎が15回目にしてそれぞれ中選挙区時代も含め、初めて選挙区で敗れて比例復活となったほか、篠原孝・中川正春といった小選挙区で安定して強さを見せていたベテラン議員が一転して苦戦し選挙区で落選、比例復活となるケースが続出した。さらに大阪府の候補者では、党執行部の辻元清美や平野博文が比例復活もならずに日本維新の会の候補者に敗れて議席を失い、大阪12区では同党の小選挙区候補者としては唯一の供託金没収者まで出した。公明党との候補者棲み分けによって維新が候補者を擁立しなかった大阪16区の森山浩行が大阪府の候補者で唯一比例復活で議席を確保している。
実質的な敗北を受け、枝野幸男代表や福山哲郎幹事長などの執行部が辞任の意向を示した。
日本維新の会
各社の情勢調査で既に30議席前後と3倍近く議席を伸ばす情勢が伝えられていたが、本拠地の大阪府（および兵庫県）で公明党と候補者をすみわけ（後述）、擁立しなかった4つの区を除く15の小選挙区すべてで勝利するなど、下馬評をさらに上回る41議席を獲得した。前身の政党も含めた過去の戦績と比べると、2012年の衆院選に次ぎ、2014年の衆院選に並ぶ議席を回復。大阪府以外でも兵庫6区で市村浩一郎が当選したことで、2015年の維新の党分裂後では小選挙区で初めて大阪以外の選挙区で当選者を出し、党派別でも自民・立憲に続く第三党に躍進した。比例代表では北海道ブロックを除く全てのブロックで議席を獲得し、特に比例近畿ブロックでは最多の10議席を獲得。先述の通り大阪府で比例復活の対象者がいなかったため、小選挙区で勝利した兵庫6区以外で擁立した兵庫県の選挙区の候補者が全員比例復活した。
大阪府と兵庫県において公明党と候補者をすみわけた（公明党の候補者がいる選挙区に維新の候補者を擁立しなかった）背景には、大阪市会および堺市議会で母体の大阪維新の会が単独過半数を取れておらず、特に大阪市会において公明党の協力がなければ大阪都構想の住民投票の実施ができなかったことが挙げられる。
国民民主党
小選挙区で擁立した前職6人全員が当選し、情勢調査では議席獲得が難しいとされていた比例代表でも北関東・南関東・東海・近畿・九州の各ブロックで1議席ずつの計5議席を獲得するなど善戦し、合計は3議席増の11議席となった。
日本共産党
情勢調査では議席の上積みという情勢が伝えられたが、小選挙区で沖縄1区の1議席を維持したものの比例代表では北陸信越ブロックで議席を逃すなど議席数を減らし、合計は2議席減の10議席となった。
れいわ新選組
党代表の山本太郎が比例東京ブロックで当選し国政へ復帰したほか、南関東・近畿の各ブロックで各1議席を獲得し2議席増の3議席となったが、小選挙区では議席獲得に届かなかった。また、比例東海ブロックでは1議席配分されたものの、このブロックでは比例単独候補を名簿に登載しておらず、重複立候補していた候補も選挙区で供託金没収となり比例復活の資格を失ったため1議席を逃し、失った議席は公明党に配分された。
社会民主党
前年に立憲民主党との合流構想で党内が紛糾し、吉川元らが立憲民主党に移籍したことや小選挙区で議席を得ていた照屋寛徳の引退などで党勢の衰退から議席獲得が危ぶまれていたが、照屋の後継となった新垣邦男が小選挙区で議席を確保し1議席を維持したが、比例代表での議席獲得はならなかった。
NHKと裁判してる党弁護士法72条違反で
30人の立候補者を立てるも、小選挙区・比例区ともに全敗に終わり、議席獲得はならなかった。

#### 諸派
いずれの政党も小選挙区、比例代表とも議席獲得はならなかった。

#### 無所属
12人が当選したが、自民系無所属の当選者2人（東京15区の柿沢未途と奈良3区の田野瀬太道）が当選直後に追加公認（上記獲得議席表には自民の議席・票数として加算）、細野豪志など3人が2021年内に自民党所属議員として会派入りした。また野党系無所属の当選者5人がその後院内会派「有志の会」を結成した。

### 予想とのズレ
当時、立民増の予想が多くあった。選挙期間中はリベラル派が重視するジェンダーの平等などをめぐって与野党論戦が行われた。選挙運動期間、ソフトウェア開発会社「サイボウズ」社長の青野慶久らは、選択的夫婦別姓や同性婚に否定的な候補者に対する落選運動「ヤシノミ作戦」を展開。落選させるべきだとし候補者248人をリストアップし、ほぼ半数が小選挙区で落選した。
さらにしんぶん赤旗日曜版が、野党攻撃を繰り返してきたTwitterインフルエンサーアカウント「Dappi」の運営企業社長が自民党本部事務総長と親戚というスクープを出した。なお選挙終了後、政権批判側だったChoose Life Projectが立憲民主党から資金提供を受けていたことが発覚し、与党側はこれを逆に批判した。
この予想は、開票時間になっても変わらなかった。出口調査において、NHKは自民党と立憲民主党の議席を「212～253 対 99～141」、日本テレビは「238 対 114」、テレビ朝日は「243 対 113」、TBSは「239 対 115」、テレビ東京は「240 対 110」フジテレビは「230 対 130」と予測。自民党単独での過半数である233議席以上の獲得は微妙と速報された。しかし、結果的には、自民党は追加公認の2議席を含めて「絶対安定多数」（261議席）を確保し勝利。一方の立憲民主党は改選前110議席から14議席減らし96議席となる惨敗となり、各社の出口調査は大きく外れる事態となった。この結果を受けて、NHKの正籬聡放送総局長は11月4日に行われた定例会見で「今回の結果を真摯に受け止めて、しっかりと検証して改善に結びつけたい」とコメントした。元テレビマンで京都芸大客員教授の村上和彦は、自民党支持層は語らずに投票する「サイレント・マジョリティ」型であり、それを見抜けなかったと評した。
また当選した女性議員の比率は公示前の10.1％を下回って9.7％となり、諸外国と比べても特に低迷した。
この選挙結果に、リベラル派やジェンダー論学者は批判を示した。「政治アイドル」の町田彩夏は、関西テレビのインタビューで「差別的な発言をした人が、結局また議席を獲得して、例えば、LGBTQの問題に尽力してきた人が議席を失うというところを見ると、そうした価値観が共有されていないなと思います。」と選挙結果を批判した。大正大学准教授の田中俊之は「野党の打ち出し方が悪かった。ジェンダー平等を票につなげるためのアピール方法を間違えた」と指摘し国民がジェンダー平等に無関心だったという指摘を否定した。内田樹は悪い体質の政党が勝ち続けていることが悪影響をもたらしていると批判した。
メディアは30歳未満が「ジェンダー平等（選択的夫婦別姓など）」を特に積極的に取り組んでほしい社会課題に挙げたと報じていた。しかし実際にはジェンダー平等を強く訴えた野党が伸び悩み、出口調査によれば比例代表で若者世代が最も多く投票した先は、保守勢力である自民党が多く、翌年の第26回参議院議員通常選挙でも若い世代になればなるほど自民党支持が高かった。

## 政党
| 与党(自公連立政権) 自由民主党：261議席 総裁：岸田文雄 副総裁 ：麻生太郎 幹事長 ：甘利明 総務会長 ：福田達夫 政務調査会長 ：高市早苗 選挙対策委員長：遠藤利明 国会対策委員長：高木毅 参議院議員会長：関口昌一                              | 公明党：32議席 代表：山口那津男 幹事長 ：石井啓一 中央幹事会会長：北側一雄 政務調査会長 ：竹内譲 選挙対策委員長：西田実仁 国会対策委員長：高木陽介 参議院議員会長：西田実仁（兼）                   | |
| 野党 立憲民主党：96議席 代表：枝野幸男 代表代行 ：平野博文 江田憲司 蓮舫 幹事長 ：福山哲郎 政務調査会長 ：泉健太 常任幹事会議長：田名部匡代 選挙対策委員長：平野博文（兼） 国会対策委員長：安住淳 参議院議員会長：水岡俊一                | 日本維新の会：41議席 代表 ：松井一郎 共同代表：片山虎之助 副代表 ：吉村洋文 幹事長 ：馬場伸幸 総務会長 ：東徹 政務調査会長 ：浅田均 選挙対策本部長：馬場伸幸（兼） 参議院議員会長：片山虎之助（兼） | 国民民主党：11議席 代表：玉木雄一郎 代表代行 ：前原誠司 大塚耕平 幹事長 ：榛葉賀津也 政務調査会長 ：舟山康江 選挙対策委員長：岸本周平 国会対策委員長：古川元久 参議院議員会長：小林正夫   |
| 日本共産党：10議席 委員長：志位和夫 副委員長 ：山下芳生 市田忠義 緒方靖夫 倉林明子 田村智子 浜野忠夫 書記局長 ：小池晃 政策委員会責任者：田村智子（兼） 選挙対策委員長 ：穀田恵二 国会対策委員長 ：穀田恵二（兼） 参議院議員団長 ：紙智子 | れいわ新選組：3議席 代表：山本太郎 副代表：舩後靖彦 木村英子 | 社会民主党：1議席 党首：福島瑞穂 副党首 ：大椿裕子 幹事長 ：服部良一 政策審議会長 ：服部良一（兼） 選挙対策委員長：服部良一（兼） 国会対策委員長：照屋寛徳 参議院議員会長：福島瑞穂（兼） |

## 議員

### 小選挙区当選者
自由民主党   公明党   立憲民主党   日本維新の会   国民民主党   日本共産党   社会民主党   無所属 
| 都道府県 | 区   | 当選者     | 区   | 当選者     | 区   | 当選者     | 区   | 当選者     | 区   | 当選者     | ブロック | 小選挙区増減                                                       |
| -------- | ---- | ---------- | ---- | ---------- | ---- | ---------- | ---- | ---------- | ---- | ---------- | -------- | ------------------------------------------------------------------ |
| 北海道   | 1区  | 道下大樹   | 2区  | 松木謙公   | 3区  | 高木宏壽   | 4区  | 中村裕之   | 5区  | 和田義明   | 北海道   | 自民 5→6 立民 6→5 公明 1→1                                         |
| 北海道   | 6区  | 東国幹     | 7区  | 伊東良孝   | 8区  | 逢坂誠二   | 9区  | 山岡達丸   | 10区 | 稲津久     | 北海道   | 自民 5→6 立民 6→5 公明 1→1                                         |
| 北海道   | 11区 | 石川香織   | 12区 | 武部新     |      |            |      |            |      |            | 北海道   | 自民 5→6 立民 6→5 公明 1→1                                         |
| 青森県   | 1区  | 江渡聡徳   | 2区  | 神田潤一   | 3区  | 木村次郎   |      |            |      |            | 東北     | 自民 18→16 立民 5→7                                                |
| 岩手県   | 1区  | 階猛       | 2区  | 鈴木俊一   | 3区  | 藤原崇     |      |            |      |            | 東北     | 自民 18→16 立民 5→7                                                |
| 宮城県   | 1区  | 土井亨     | 2区  | 鎌田さゆり | 3区  | 西村明宏   | 4区  | 伊藤信太郎 | 5区  | 安住淳     | 東北     | 自民 18→16 立民 5→7                                                |
| 宮城県   | 6区  | 小野寺五典 |      |            |      |            |      |            |      |            | 東北     | 自民 18→16 立民 5→7                                                |
| 秋田県   | 1区  | 冨樫博之   | 2区  | 緑川貴士   | 3区  | 御法川信英 |      |            |      |            | 東北     | 自民 18→16 立民 5→7                                                |
| 山形県   | 1区  | 遠藤利明   | 2区  | 鈴木憲和   | 3区  | 加藤鮎子   |      |            |      |            | 東北     | 自民 18→16 立民 5→7                                                |
| 福島県   | 1区  | 金子恵美   | 2区  | 根本匠     | 3区  | 玄葉光一郎 | 4区  | 小熊慎司   | 5区  | 吉野正芳   | 東北     | 自民 18→16 立民 5→7                                                |
| 茨城県   | 1区  | 福島伸享   | 2区  | 額賀福志郎 | 3区  | 葉梨康弘   | 4区  | 梶山弘志   | 5区  | 浅野哲     | 北関東   | 自民 28→26 立民 4→4 国民 0→1 無所属 0→1                            |
| 茨城県   | 6区  | 国光文乃   | 7区  | 永岡桂子   |      |            |      |            |      |            | 北関東   | 自民 28→26 立民 4→4 国民 0→1 無所属 0→1                            |
| 栃木県   | 1区  | 船田元     | 2区  | 福田昭夫   | 3区  | 簗和生     | 4区  | 佐藤勉     | 5区  | 茂木敏充   | 北関東   | 自民 28→26 立民 4→4 国民 0→1 無所属 0→1                            |
| 群馬県   | 1区  | 中曽根康隆 | 2区  | 井野俊郎   | 3区  | 笹川博義   | 4区  | 福田達夫   | 5区  | 小渕優子   | 北関東   | 自民 28→26 立民 4→4 国民 0→1 無所属 0→1                            |
| 埼玉県   | 1区  | 村井英樹   | 2区  | 新藤義孝   | 3区  | 黄川田仁志 | 4区  | 穂坂泰     | 5区  | 枝野幸男   | 北関東   | 自民 28→26 立民 4→4 国民 0→1 無所属 0→1                            |
| 埼玉県   | 6区  | 大島敦     | 7区  | 中野英幸   | 8区  | 柴山昌彦   | 9区  | 大塚拓     | 10区 | 山口晋     | 北関東   | 自民 28→26 立民 4→4 国民 0→1 無所属 0→1                            |
| 埼玉県   | 11区 | 小泉龍司   | 12区 | 森田俊和   | 13区 | 土屋品子   | 14区 | 三ッ林裕巳 | 15区 | 田中良生   | 北関東   | 自民 28→26 立民 4→4 国民 0→1 無所属 0→1                            |
| 千葉県   | 1区  | 田嶋要     | 2区  | 小林鷹之   | 3区  | 松野博一   | 4区  | 野田佳彦   | 5区  | 薗浦健太郎 | 南関東   | 欠員1 自民 26→22 立民 6→11                                         |
| 千葉県   | 6区  | 渡辺博道   | 7区  | 齋藤健     | 8区  | 本庄知史   | 9区  | 奥野総一郎 | 10区 | 林幹雄     | 南関東   | 欠員1 自民 26→22 立民 6→11                                         |
| 千葉県   | 11区 | 森英介     | 12区 | 浜田靖一   | 13区 | 松本尚     |      |            |      |            | 南関東   | 欠員1 自民 26→22 立民 6→11                                         |
| 神奈川県 | 1区  | 篠原豪     | 2区  | 菅義偉     | 3区  | 中西健治   | 4区  | 早稲田夕季 | 5区  | 坂井学     | 南関東   | 欠員1 自民 26→22 立民 6→11                                         |
| 神奈川県 | 6区  | 古川直季   | 7区  | 鈴木馨祐   | 8区  | 江田憲司   | 9区  | 笠浩史     | 10区 | 田中和徳   | 南関東   | 欠員1 自民 26→22 立民 6→11                                         |
| 神奈川県 | 11区 | 小泉進次郎 | 12区 | 阿部知子   | 13区 | 太栄志     | 14区 | 赤間二郎   | 15区 | 河野太郎   | 南関東   | 欠員1 自民 26→22 立民 6→11                                         |
| 神奈川県 | 16区 | 後藤祐一   | 17区 | 牧島かれん | 18区 | 山際大志郎 |      |            |      |            | 南関東   | 欠員1 自民 26→22 立民 6→11                                         |
| 山梨県   | 1区  | 中谷真一   | 2区  | 堀内詔子   |      |            |      |            |      |            | 南関東   | 欠員1 自民 26→22 立民 6→11                                         |
| 東京都   | 1区  | 山田美樹   | 2区  | 辻清人     | 3区  | 松原仁     | 4区  | 平将明     | 5区  | 手塚仁雄   | 東京     | 欠員1 自民 18→15 立民 4→8 公明 1→1 無所属 1→1                      |
| 東京都   | 6区  | 落合貴之   | 7区  | 長妻昭     | 8区  | 吉田晴美   | 9区  | 山岸一生   | 10区 | 鈴木隼人   | 東京     | 欠員1 自民 18→15 立民 4→8 公明 1→1 無所属 1→1                      |
| 東京都   | 11区 | 下村博文   | 12区 | 岡本三成   | 13区 | 土田慎     | 14区 | 松島みどり | 15区 | 柿沢未途   | 東京     | 欠員1 自民 18→15 立民 4→8 公明 1→1 無所属 1→1                      |
| 東京都   | 16区 | 大西英男   | 17区 | 平沢勝栄   | 18区 | 菅直人     | 19区 | 末松義規   | 20区 | 木原誠二   | 東京     | 欠員1 自民 18→15 立民 4→8 公明 1→1 無所属 1→1                      |
| 東京都   | 21区 | 小田原潔   | 22区 | 伊藤達也   | 23区 | 小倉將信   | 24区 | 萩生田光一 | 25区 | 井上信治   | 東京     | 欠員1 自民 18→15 立民 4→8 公明 1→1 無所属 1→1                      |
| 新潟県   | 1区  | 西村智奈美 | 2区  | 細田健一   | 3区  | 斎藤洋明   | 4区  | 菊田真紀子 | 5区  | 米山隆一   | 北陸信越 | 自民 14→14 立民 5→4 無所属 0→1                                     |
| 新潟県   | 6区  | 梅谷守     |      |            |      |            |      |            |      |            | 北陸信越 | 自民 14→14 立民 5→4 無所属 0→1                                     |
| 富山県   | 1区  | 田畑裕明   | 2区  | 上田英俊   | 3区  | 橘慶一郎   |      |            |      |            | 北陸信越 | 自民 14→14 立民 5→4 無所属 0→1                                     |
| 石川県   | 1区  | 小森卓郎   | 2区  | 佐々木紀   | 3区  | 西田昭二   |      |            |      |            | 北陸信越 | 自民 14→14 立民 5→4 無所属 0→1                                     |
| 福井県   | 1区  | 稲田朋美   | 2区  | 高木毅     |      |            |      |            |      |            | 北陸信越 | 自民 14→14 立民 5→4 無所属 0→1                                     |
| 長野県   | 1区  | 若林健太   | 2区  | 下条みつ   | 3区  | 井出庸生   | 4区  | 後藤茂之   | 5区  | 宮下一郎   | 北陸信越 | 自民 14→14 立民 5→4 無所属 0→1                                     |
| 岐阜県   | 1区  | 野田聖子   | 2区  | 棚橋泰文   | 3区  | 武藤容治   | 4区  | 金子俊平   | 5区  | 古屋圭司   | 東海     | 自民 21→24 立民 7→6 国民 2→1 無所属 2→1                            |
| 静岡県   | 1区  | 上川陽子   | 2区  | 井林辰憲   | 3区  | 小山展弘   | 4区  | 深澤陽一   | 5区  | 細野豪志   | 東海     | 自民 21→24 立民 7→6 国民 2→1 無所属 2→1                            |
| 静岡県   | 6区  | 勝俣孝明   | 7区  | 城内実     | 8区  | 源馬謙太郎 |      |            |      |            | 東海     | 自民 21→24 立民 7→6 国民 2→1 無所属 2→1                            |
| 愛知県   | 1区  | 熊田裕通   | 2区  | 古川元久   | 3区  | 近藤昭一   | 4区  | 工藤彰三   | 5区  | 神田憲次   | 東海     | 自民 21→24 立民 7→6 国民 2→1 無所属 2→1                            |
| 愛知県   | 6区  | 丹羽秀樹   | 7区  | 鈴木淳司   | 8区  | 伊藤忠彦   | 9区  | 長坂康正   | 10区 | 江﨑鐵磨   | 東海     | 自民 21→24 立民 7→6 国民 2→1 無所属 2→1                            |
| 愛知県   | 11区 | 八木哲也   | 12区 | 重徳和彦   | 13区 | 大西健介   | 14区 | 今枝宗一郎 | 15区 | 根本幸典   | 東海     | 自民 21→24 立民 7→6 国民 2→1 無所属 2→1                            |
| 三重県   | 1区  | 田村憲久   | 2区  | 川崎秀人   | 3区  | 岡田克也   | 4区  | 鈴木英敬   |      |            | 東海     | 自民 21→24 立民 7→6 国民 2→1 無所属 2→1                            |
| 滋賀県   | 1区  | 大岡敏孝   | 2区  | 上野賢一郎 | 3区  | 武村展英   | 4区  | 小寺裕雄   |      |            | 近畿     | 自民 32→17 維新 3→16 立民 3→4 公明 6→6 無所属 0→2 国民 2→2 NHK 1→0 |
| 京都府   | 1区  | 勝目康     | 2区  | 前原誠司   | 3区  | 泉健太     | 4区  | 北神圭朗   | 5区  | 本田太郎   | 近畿     | 自民 32→17 維新 3→16 立民 3→4 公明 6→6 無所属 0→2 国民 2→2 NHK 1→0 |
| 京都府   | 6区  | 山井和則   |      |            |      |            |      |            |      |            | 近畿     | 自民 32→17 維新 3→16 立民 3→4 公明 6→6 無所属 0→2 国民 2→2 NHK 1→0 |
| 大阪府   | 1区  | 井上英孝   | 2区  | 守島正     | 3区  | 佐藤茂樹   | 4区  | 美延映夫   | 5区  | 國重徹     | 近畿     | 自民 32→17 維新 3→16 立民 3→4 公明 6→6 無所属 0→2 国民 2→2 NHK 1→0 |
| 大阪府   | 6区  | 伊佐進一   | 7区  | 奥下剛光   | 8区  | 漆間譲司   | 9区  | 足立康史   | 10区 | 池下卓     | 近畿     | 自民 32→17 維新 3→16 立民 3→4 公明 6→6 無所属 0→2 国民 2→2 NHK 1→0 |
| 大阪府   | 11区 | 中司宏     | 12区 | 藤田文武   | 13区 | 岩谷良平   | 14区 | 青柳仁士   | 15区 | 浦野靖人   | 近畿     | 自民 32→17 維新 3→16 立民 3→4 公明 6→6 無所属 0→2 国民 2→2 NHK 1→0 |
| 大阪府   | 16区 | 北側一雄   | 17区 | 馬場伸幸   | 18区 | 遠藤敬     | 19区 | 伊東信久   |      |            | 近畿     | 自民 32→17 維新 3→16 立民 3→4 公明 6→6 無所属 0→2 国民 2→2 NHK 1→0 |
| 兵庫県   | 1区  | 井坂信彦   | 2区  | 赤羽一嘉   | 3区  | 関芳弘     | 4区  | 藤井比早之 | 5区  | 谷公一     | 近畿     | 自民 32→17 維新 3→16 立民 3→4 公明 6→6 無所属 0→2 国民 2→2 NHK 1→0 |
| 兵庫県   | 6区  | 市村浩一郎 | 7区  | 山田賢司   | 8区  | 中野洋昌   | 9区  | 西村康稔   | 10区 | 渡海紀三朗 | 近畿     | 自民 32→17 維新 3→16 立民 3→4 公明 6→6 無所属 0→2 国民 2→2 NHK 1→0 |
| 兵庫県   | 11区 | 松本剛明   | 12区 | 山口壯     |      |            |      |            |      |            | 近畿     | 自民 32→17 維新 3→16 立民 3→4 公明 6→6 無所属 0→2 国民 2→2 NHK 1→0 |
| 奈良県   | 1区  | 馬淵澄夫   | 2区  | 高市早苗   | 3区  | 田野瀬太道 |      |            |      |            | 近畿     | 自民 32→17 維新 3→16 立民 3→4 公明 6→6 無所属 0→2 国民 2→2 NHK 1→0 |
| 和歌山県 | 1区  | 岸本周平   | 2区  | 石田真敏   | 3区  | 二階俊博   |      |            |      |            | 近畿     | 自民 32→17 維新 3→16 立民 3→4 公明 6→6 無所属 0→2 国民 2→2 NHK 1→0 |
| 鳥取県   | 1区  | 石破茂     | 2区  | 赤沢亮正   |      |            |      |            |      |            | 中国     | 欠員2 自民 17→17 公明 0→1 立民 1→1 無所属 0→1                      |
| 島根県   | 1区  | 細田博之   | 2区  | 高見康裕   |      |            |      |            |      |            | 中国     | 欠員2 自民 17→17 公明 0→1 立民 1→1 無所属 0→1                      |
| 岡山県   | 1区  | 逢沢一郎   | 2区  | 山下貴司   | 3区  | 平沼正二郎 | 4区  | 橋本岳     | 5区  | 加藤勝信   | 中国     | 欠員2 自民 17→17 公明 0→1 立民 1→1 無所属 0→1                      |
| 広島県   | 1区  | 岸田文雄   | 2区  | 平口洋     | 3区  | 斉藤鉄夫   | 4区  | 新谷正義   | 5区  | 寺田稔     | 中国     | 欠員2 自民 17→17 公明 0→1 立民 1→1 無所属 0→1                      |
| 広島県   | 6区  | 佐藤公治   | 7区  | 小林史明   |      |            |      |            |      |            | 中国     | 欠員2 自民 17→17 公明 0→1 立民 1→1 無所属 0→1                      |
| 山口県   | 1区  | 高村正大   | 2区  | 岸信夫     | 3区  | 林芳正     | 4区  | 安倍晋三   |      |            | 中国     | 欠員2 自民 17→17 公明 0→1 立民 1→1 無所属 0→1                      |
| 徳島県   | 1区  | 仁木博文   | 2区  | 山口俊一   |      |            |      |            |      |            | 四国     | 自民 8→8 立民 2→1 国民 1→1 無所属 0→1                              |
| 香川県   | 1区  | 小川淳也   | 2区  | 玉木雄一郎 | 3区  | 大野敬太郎 |      |            |      |            | 四国     | 自民 8→8 立民 2→1 国民 1→1 無所属 0→1                              |
| 愛媛県   | 1区  | 塩崎彰久   | 2区  | 村上誠一郎 | 3区  | 井原巧     | 4区  | 長谷川淳二 |      |            | 四国     | 自民 8→8 立民 2→1 国民 1→1 無所属 0→1                              |
| 高知県   | 1区  | 中谷元     | 2区  | 尾﨑正直   |      |            |      |            |      |            | 四国     | 自民 8→8 立民 2→1 国民 1→1 無所属 0→1                              |
| 福岡県   | 1区  | 井上貴博   | 2区  | 鬼木誠     | 3区  | 古賀篤     | 4区  | 宮内秀樹   | 5区  | 堤かなめ   | 九州     | 自民 28→22 立民 4→6 国民 1→1 共産 1→1 社民 1→1 無所属 0→4          |
| 福岡県   | 6区  | 鳩山二郎   | 7区  | 藤丸敏     | 8区  | 麻生太郎   | 9区  | 緒方林太郎 | 10区 | 城井崇     | 九州     | 自民 28→22 立民 4→6 国民 1→1 共産 1→1 社民 1→1 無所属 0→4          |
| 福岡県   | 11区 | 武田良太   |      |            |      |            |      |            |      |            | 九州     | 自民 28→22 立民 4→6 国民 1→1 共産 1→1 社民 1→1 無所属 0→4          |
| 佐賀県   | 1区  | 原口一博   | 2区  | 大串博志   |      |            |      |            |      |            | 九州     | 自民 28→22 立民 4→6 国民 1→1 共産 1→1 社民 1→1 無所属 0→4          |
| 長崎県   | 1区  | 西岡秀子   | 2区  | 加藤竜祥   | 3区  | 谷川弥一   | 4区  | 北村誠吾   |      |            | 九州     | 自民 28→22 立民 4→6 国民 1→1 共産 1→1 社民 1→1 無所属 0→4          |
| 熊本県   | 1区  | 木原稔     | 2区  | 西野太亮   | 3区  | 坂本哲志   | 4区  | 金子恭之   |      |            | 九州     | 自民 28→22 立民 4→6 国民 1→1 共産 1→1 社民 1→1 無所属 0→4          |
| 大分県   | 1区  | 吉良州司   | 2区  | 衛藤征士郎 | 3区  | 岩屋毅     |      |            |      |            | 九州     | 自民 28→22 立民 4→6 国民 1→1 共産 1→1 社民 1→1 無所属 0→4          |
| 宮崎県   | 1区  | 渡辺創     | 2区  | 江藤拓     | 3区  | 古川禎久   |      |            |      |            | 九州     | 自民 28→22 立民 4→6 国民 1→1 共産 1→1 社民 1→1 無所属 0→4          |
| 鹿児島県 | 1区  | 宮路拓馬   | 2区  | 三反園訓   | 3区  | 野間健     | 4区  | 森山裕     |      |            | 九州     | 自民 28→22 立民 4→6 国民 1→1 共産 1→1 社民 1→1 無所属 0→4          |
| 沖縄県   | 1区  | 赤嶺政賢   | 2区  | 新垣邦男   | 3区  | 島尻安伊子 | 4区  | 西銘恒三郎 |      |            | 九州     | 自民 28→22 立民 4→6 国民 1→1 共産 1→1 社民 1→1 無所属 0→4          |

#### 補欠選挙
本選挙で当選した議員に係る補欠選挙は、解散が行われなければ、2025年（令和7年）3月15日までに選挙を行う事由が生じた場合が最終期限であり、同年4月の補欠選挙が最後となる。
| 年   | 月日  | 選挙区    | 新旧別   | 当選者         | 当選政党     | 欠員       | 欠員政党   | 欠員事由       |
| ---- | ----- | --------- | -------- | -------------- | ------------ | ---------- | ---------- | -------------- |
| 2022 | 10    | 実施せず  | 実施せず | 実施せず       | 実施せず     | 実施せず   | 実施せず   | 実施せず       |
| 2023 | 4.23  | 千葉5区   | 新       | 英利アルフィヤ | 自由民主党   | 薗浦健太郎 | 自由民主党 | 2022.12.21辞職 |
| 2023 | 4.23  | 和歌山1区 | 新       | 林佑美         | 日本維新の会 | 岸本周平   | 無所属     | 2022.9.1辞職   |
| 2023 | 4.23  | 山口2区   | 新       | 岸信千世       | 自由民主党   | 岸信夫     | 自由民主党 | 2023.2.7辞職   |
| 2023 | 4.23  | 山口4区   | 新       | 吉田真次       | 自由民主党   | 安倍晋三   | 自由民主党 | 2022.7.8死去   |
| 2023 | 10.22 | 長崎4区   | 新       | 金子容三       | 自由民主党   | 北村誠吾   | 自由民主党 | 2023.5.20死去  |
| 2024 | 4.28  | 島根1区   | 元       | 亀井亜紀子     | 立憲民主党   | 細田博之   | 自由民主党 | 2023.11.10死去 |
| 2024 | 4.28  | 長崎3区   | 前       | 山田勝彦       | 立憲民主党   | 谷川弥一   | 無所属     | 2024.1.24辞職  |
| 2024 | 4.28  | 東京15区  | 新       | 酒井菜摘       | 立憲民主党   | 柿沢未途   | 無所属     | 2024.2.1辞職   |

### 比例区当選者
自由民主党   公明党   立憲民主党   日本維新の会   国民民主党   日本共産党   れいわ新選組 
|       | 北海道                              | 東北                                         | 北関東                                                | 南関東                                                           | 東京                                                               | 北陸信越                                     | 東海                                                  | 近畿                                                                         | 中国                                | 四国                                | 九州                                                             |
| ----- | ----------------------------------- | -------------------------------------------- | ----------------------------------------------------- | ---------------------------------------------------------------- | ------------------------------------------------------------------ | -------------------------------------------- | ----------------------------------------------------- | ---------------------------------------------------------------------------- | ----------------------------------- | ----------------------------------- | ---------------------------------------------------------------- |
| 1     | 鈴木貴子                            | 津島淳                                       | 尾身朝子                                              | 星野剛士                                                         | 高木啓                                                             | 鷲尾英一郎                                   | 青山周平                                              | 三木圭恵                                                                     | 石橋林太郎                          | 山本有二                            | 今村雅弘                                                         |
| 2     | 大築紅葉                            | 岡本章子                                     | 藤岡隆雄                                              | 中谷一馬                                                         | 伊藤俊輔                                                           | 近藤和也                                     | 伴野豊                                                | 奥野信亮                                                                     | 小島敏文                            | 平井卓也                            | 末次精一                                                         |
| 3     | 渡辺孝一                            | 秋葉賢也                                     | 野中厚                                                | 甘利明                                                           | 松本洋平                                                           | 高鳥修一                                     | 石井拓                                                | 和田有一朗                                                                   | 柚木道義                            | 白石洋一                            | 保岡宏武                                                         |
| 4     | 荒井優                              | 菅家一郎                                     | 石井啓一                                              | 金村龍那                                                         | 阿部司                                                             | 国定勇人                                     | 宮澤博行                                              | 柳本顕                                                                       | 阿部俊子                            | 山崎正恭                            | 濱地雅一                                                         |
| 5     | 佐藤英道                            | 寺田学                                       | 牧原秀樹                                              | 秋本真利                                                         | 高木陽介                                                           | 篠原孝                                       | 大口善徳                                              | 竹内譲                                                                       | 平林晃                              | 後藤田正純                          | 岩田和親                                                         |
| 6     | 堀井学                              | 庄子賢一                                     | 中村喜四郎                                            | 古屋範子                                                         | 笠井亮                                                             | 泉田裕彦                                     | 中川正春                                              | 桜井周                                                                       | 髙階恵美子                          | 吉田知代                            | 吉川元                                                           |
| 7     | 神谷裕                              | 亀岡偉民                                     | 沢田良                                                | 谷田川元                                                         | 越智隆雄                                                           | 吉田豊史                                     | 杉本和巳                                              | 住吉寛紀                                                                     | 湯原俊二                            |                                     | 武井俊輔                                                         |
| 8     | 中川郁子                            | 小沢一郎                                     | 田所嘉徳                                              | 三谷英弘                                                         | 鈴木庸介                                                           | 中川宏昌                                     | 池田佳隆                                              | 大串正樹                                                                     | 空本誠喜                            |                                     | 阿部弘樹                                                         |
| 9     |                                     | 金田勝年                                     | 小宮山泰子                                            | 青柳陽一郎                                                       | 若宮健嗣                                                           | 塚田一郎                                     | 塩谷立                                                | 掘井健智                                                                     | 杉田水脈                            |                                     | 吉田宣弘                                                         |
| 10    |                                     | 高橋千鶴子                                   | 塩川鉄也                                              | 志位和夫                                                         | 海江田万里                                                         | 神津健                                       | 吉田統彦                                              | 穀田恵二                                                                     | 畦元将吾                            |                                     | 古川康                                                           |
| 11    |                                     | 上杉謙太郎                                   | 石川昭政                                              | 義家弘介                                                         | 小野泰輔                                                           | 務台俊介                                     | 中川貴元                                              | 堀場幸子                                                                     | 日下正喜                            |                                     | 山田勝彦                                                         |
| 12    |                                     | 早坂敦                                       | 輿水恵一                                              | 藤巻健太                                                         | 長島昭久                                                           |                                              | 本村伸子                                              | 小林茂樹                                                                     |                                     |                                     | 國場幸之助                                                       |
| 13    |                                     | 馬場雄基                                     | 五十嵐清                                              | 中山展宏                                                         | 山本太郎                                                           |                                              | 伊藤渉                                                | 浮島とも子                                                                   |                                     |                                     | 田村貴昭                                                         |
| 14    |                                     |                                              | 坂本祐之輔                                            | 角田秀穂                                                         | 河西宏一                                                           |                                              | 田中健                                                | 森山浩行                                                                     |                                     |                                     | 金城泰邦                                                         |
| 15    |                                     |                                              | 中根一幸                                              | 中島克仁                                                         | 宮本徹                                                             |                                              | 渡辺周                                                | 遠藤良太                                                                     |                                     |                                     | 宮崎政久                                                         |
| 16    |                                     |                                              | 高橋英明                                              | 鈴木敦                                                           | 石原宏高                                                           |                                              | 石原正敬                                              | 田中英之                                                                     |                                     |                                     | 稲富修二                                                         |
| 17    |                                     |                                              | 鈴木義弘                                              | 門山宏哲                                                         | 大河原雅子                                                         |                                              | 岬麻紀                                                | 一谷勇一郎                                                                   |                                     |                                     | 小里泰弘                                                         |
| 18    |                                     |                                              | 青山大人                                              | 山崎誠                                                           |                                                                    |                                              | 吉川赳                                                | 宗清皇一                                                                     |                                     |                                     | 長友慎治                                                         |
| 19    |                                     |                                              | 福重隆浩                                              | 山本朋広                                                         |                                                                    |                                              | 牧義夫                                                | 前川清成                                                                     |                                     |                                     | 山本剛正                                                         |
| 20    |                                     |                                              |                                                       | 多ケ谷亮                                                         |                                                                    |                                              | 山本左近                                              | 鰐淵洋子                                                                     |                                     |                                     | 吉田久美子                                                       |
| 21    |                                     |                                              |                                                       | 浅川義治                                                         |                                                                    |                                              | 登載者不足                                            | 宮本岳志                                                                     |                                     |                                     |                                                                  |
| 22    |                                     |                                              |                                                       | 桜田義孝                                                         |                                                                    |                                              | 中川康洋                                              | 徳永久志                                                                     |                                     |                                     |                                                                  |
| 23    |                                     |                                              |                                                       |                                                                  |                                                                    |                                              |                                                       | 池畑浩太朗                                                                   |                                     |                                     |                                                                  |
| 24    |                                     |                                              |                                                       |                                                                  |                                                                    |                                              |                                                       | 盛山正仁                                                                     |                                     |                                     |                                                                  |
| 25    |                                     |                                              |                                                       |                                                                  |                                                                    |                                              |                                                       | 赤木正幸                                                                     |                                     |                                     |                                                                  |
| 26    |                                     |                                              |                                                       |                                                                  |                                                                    |                                              |                                                       | 斎藤アレックス                                                               |                                     |                                     |                                                                  |
| 27    |                                     |                                              |                                                       |                                                                  |                                                                    |                                              |                                                       | 谷川とむ                                                                     |                                     |                                     |                                                                  |
| 28    |                                     |                                              |                                                       |                                                                  |                                                                    |                                              |                                                       | 大石晃子                                                                     |                                     |                                     |                                                                  |
| 増 減 | 自民 3→4 立民 3→3 公明 1→1 国民 1→0 | 自民 5→6 立民 6→4 公明 1→1 共産 1→1 維新 0→1 | 自民 7→7 立民 8→5 公明 2→3 維新 0→2 共産 1→1 国民 1→1 | 自民 8→9 立民 9→5 維新 1→3 公明 2→2 共産 2→1 国民 0→1 れいわ 0→1 | 自民 6→6 立民 6→4 維新 0→2 公明 2→2 共産 2→2 れいわ 0→1 無所属 1→0 | 自民 5→6 立民 4→3 維新 0→1 公明 1→1 共産 1→0 | 自民 8→9 立民 9→5 公明 2→3 維新 1→2 共産 1→1 国民 0→1 | 維新 5→10 自民 9→8 公明 4→3 立民 7→3 共産 2→2 国民 0→1 れいわ 0→1 無所属 1→0 | 自民 5→6 立民 4→2 公明 2→2 維新 0→1 | 自民 3→3 立民 2→1 公明 1→1 維新 0→1 | 自民 7→8 立民 5→4 公明 3→4 維新 0→2 共産 1→1 国民 0→1 無所属 3→0 |

#### 繰上当選
| 年   | 月 | ブロック | 新旧別 | 当選者   | 名簿政党名   | 欠員       | 欠員事由       |
| ---- | -- | -------- | ------ | -------- | ------------ | ---------- | -------------- |
| 2022 | 4  | 東京     | 元     | 櫛渕万里 | れいわ新選組 | 山本太郎   | 2022.4.19辞職  |
| 2023 | 1  | 四国     | 元     | 瀬戸隆一 | 自由民主党   | 後藤田正純 | 2023.1.5辞職   |
| 2023 | 10 | 近畿     | 新     | 中嶋秀樹 | 日本維新の会 | 前川清成   | 2023.10.4辞職  |
| 2023 | 10 | 九州     | 元     | 屋良朝博 | 立憲民主党   | 末次精一   | 2023.10.10退職 |
| 2024 | 4  | 九州     | 元     | 川内博史 | 立憲民主党   | 山田勝彦   | 2024.4.16退職  |
| 2024 | 5  | 東海     | 新     | 森由起子 | 自由民主党   | 宮澤博行   | 2024.4.25辞職  |
| 2024 | 9  | 北海道   | 新     | 髙橋祐介 | 自由民主党   | 堀井学     | 2024.8.28辞職  |

### 初当選
計97名
※：参議院議員経験者
自由民主党 
33名
- 東国幹　　（北海道6区）
- 神田潤一　（青森2区）
- 中野英幸　（埼玉7区）
- 山口晋　　（埼玉10区）
- 松本尚　　（千葉13区）
- 中西健治　（神奈川3区）※
- 古川直季　（神奈川6区）
- 土田慎　　（東京13区）
- 上田英俊　（富山2区）
- 小森卓郎　（石川1区）
- 若林健太　（長野1区）※
- 川崎秀人　（三重2区）
- 鈴木英敬　（三重4区）
- 勝目康　　（京都1区）
- 高見康裕　（島根2区）
- 林芳正　　（山口3区）※
- 塩崎彰久　（愛媛1区）

- 井原巧　　（愛媛3区）※
- 長谷川淳二（愛媛4区）
- 尾﨑正直　（高知2区）
- 加藤竜祥　（長崎2区）
- 島尻安伊子（沖縄3区）※
- 五十嵐清　（比例北関東）
- 国定勇人　（比例北信越）
- 塚田一郎　（比例北信越）※
- 石井拓　　（比例東海）
- 中川貴元　（比例東海）
- 石原正敬　（比例東海）
- 山本左近　（比例東海）
- 柳本顕　　（比例近畿）
- 石橋林太郎（比例中国）
- 髙階恵美子（比例中国）※
- 保岡宏武　（比例九州）

立憲民主党
16名
- 本庄知史　（千葉8区）
- 太栄志　　（神奈川13区）
- 吉田晴美　（東京8区）
- 山岸一生　（東京9区）
- 梅谷守　　（新潟6区）
- 堤かなめ　（福岡5区）
- 渡辺創　　（宮崎1区）
- 大築紅葉　（比例北海道）

- 荒井優　　（比例北海道）
- 馬場雄基　（比例東北）
- 藤岡隆雄　（比例北関東）
- 鈴木庸介　（比例東京）
- 神津健　　（比例北信越）
- 徳永久志　（比例近畿）※
- 末次精一　（比例九州）
- 山田勝彦　（比例九州）

公明党
9名
- 庄子賢一　（比例東北）
- 福重隆浩　（比例北関東）
- 河西宏一　（比例東京）
- 中川宏昌　（比例北信越）
- 平林晃　　（比例中国）

- 日下正喜　（比例中国）
- 山崎正恭　（比例四国）
- 金城泰邦　（比例九州）
- 吉田久美子（比例九州）

日本維新の会
27名
- 守島正　　（大阪2区）
- 奥下剛光　（大阪7区）
- 漆間譲司　（大阪8区）
- 池下卓　　（大阪10区）
- 中司宏　　（大阪11区）
- 岩谷良平　（大阪13区）
- 青柳仁士　（大阪14区）
- 早坂敦　　（比例東北）
- 沢田良　　（比例北関東）
- 高橋英明　（比例北関東）
- 金村龍那　（比例南関東）
- 藤巻健太　（比例南関東）
- 浅川義治　（比例南関東）
- 阿部司　　（比例東京）

- 小野泰輔　（比例東京）
- 岬麻紀　　（比例東海）
- 和田有一朗（比例近畿）
- 住吉寛紀　（比例近畿）
- 掘井健智　（比例近畿）
- 堀場幸子　（比例近畿）
- 遠藤良太　（比例近畿）
- 一谷勇一郎（比例近畿）
- 前川清成　（比例近畿）※
- 池畑浩太朗（比例近畿）
- 赤木正幸　（比例近畿）
- 吉田知代　（比例四国）
- 阿部弘樹　（比例九州）

国民民主党
4名
- 鈴木敦　　（比例南関東）
- 田中健　　（比例東海）
- 斎藤アレックス（比例近畿）
- 長友慎治　（比例九州）

社会民主党
1名
- 新垣邦男　（沖縄2区）

れいわ新選組
3名
- 多ケ谷亮　（比例南関東）
- 山本太郎　（比例東京）※
- 大石晃子　（比例近畿）

無所属
4名
- 米山隆一　（新潟5区）
- 平沼正二郎（岡山3区）
- 西野太亮　（熊本2区）
- 三反園訓　（鹿児島2区）

### 返り咲き・復帰
計24名　
自由民主党 
2名
- 高木宏壽　（北海道3区）
- 中川郁子　（比例北海道）

立憲民主党
7名
- 鎌田さゆり（宮城2区）
- 小山展弘　（静岡3区）
- 井坂信彦　（兵庫1区）
- 野間健　　（鹿児島3区）

- 坂本祐之輔（比例北関東）
- 伴野豊　　（比例東海）
- 湯原俊二　（比例中国）

公明党
3名
- 輿水恵一　（比例北関東）
- 角田秀穂　（比例南関東）
- 中川康洋　（比例東海）

日本維新の会
6名
- 伊東信久　（大阪19区）
- 市村浩一郎（兵庫6区）
- 吉田豊史　（比例北信越）

- 三木圭恵　（比例近畿）
- 空本誠喜　（比例中国）
- 山本剛正　（比例九州）

日本共産党
1名
- 宮本岳志　（比例近畿）

国民民主党
1名
- 鈴木義弘　（比例北関東）

無所属
4名
- 福島伸享　（茨城1区）
- 北神圭朗　（京都4区）
- 仁木博文　（徳島1区）
- 緒方林太郎（福岡9区）

### 引退・不出馬
計41名
自由民主党
20名
- 大島理森　（青森2区）[147]
- 山口泰明　（埼玉10区）[148]
- 鴨下一郎　（東京13区）[149]
- 宮腰光寛　（富山2区）[150]
- 馳浩　　　（石川1区）[151]

- 三ツ矢憲生（三重4区）[152]
- 竹本直一　（大阪15区）[153]
- 伊吹文明　（京都1区）[154]
- 安藤裕　　（京都6区）[155]
- 塩崎恭久　（愛媛1区）[156]

- 山本公一　（愛媛4区）[157]
- 河村建夫　（山口3区）[158]
- 穴見陽一　（大分1区）[159]
- 加藤寛治　（長崎2区）[160]
- 百武公親　（比例北関東）

- 神田裕　　（比例北関東）
- 川崎二郎　（比例東海）[161]
- 池田道孝　（比例中国）[162]
- 古田圭一　（比例中国）[163]
- 冨岡勉　　（比例九州）[164]

立憲民主党
4名
- 荒井聰　　（北海道3区）[165]
- 佐々木隆博（北海道6区）[166]
- 赤松広隆　（愛知5区）[167]
- 長尾秀樹　（比例近畿）[168]

公明党
8名
- 太田昭宏　（東京12区）[169]
- 井上義久　（比例東北）[169]
- 富田茂之　（比例南関東）[169]
- 高木美智代（比例東京）[169]
- 桝屋敬悟　（比例中国）[169]

- 太田昌孝　（比例北陸信越）[170]
- 石田祝稔　（比例四国）[171]
- 江田康幸　（比例九州）[169]

国民民主党
1名
- 山尾志桜里（愛知7区）[172]

日本維新の会
1名
- 森夏枝　　（比例近畿）[173]

社会民主党
1名
- 照屋寛徳　（沖縄2区）[174]

NHKと裁判してる党弁護士法72条違反で
1名
- 丸山穂高　（大阪19区）[175]

無所属
5名
- 白須賀貴樹（千葉13区）[176]
- 秋元司　　（東京15区）[177]
- 古本伸一郎（愛知11区）[178]
- 大塚高司　（大阪8区）[179]
- 中山成彬　（比例九州）[180][181]

### 落選
計76名
自由民主党 
32名
- 船橋利実　（北海道1区）
- 高橋比奈子（岩手1区）
- 木村哲也　（千葉4区）
- 松本文明　（東京7区）
- 石原伸晃　（東京8区）
- 安藤高夫　（東京9区）
- 繁本護　　（京都2区）
- 木村弥生　（京都3区）
- 大西宏幸　（大阪1区）
- 左藤章　　（大阪2区）

- 中山泰秀　（大阪4区）
- 渡嘉敷奈緒美（大阪7区）
- 原田憲治　（大阪9区）
- 大隈和英　（大阪10区）
- 佐藤ゆかり（大阪11区）
- 長尾敬　　（大阪14区）
- 岡下昌平　（大阪17区）
- 神谷昇　　（大阪18区）
- 門博文　　（和歌山1区）
- 原田義昭　（福岡5区）

- 三原朝彦　（福岡9区）
- 山本幸三　（福岡10区）
- 野田毅　　（熊本2区）
- 金子万寿夫（鹿児島2区）
- 神山佐市　（比例北関東）
- 上野宏史　（比例北関東）
- 佐藤明男　（比例北関東）
- 出畑実　　（比例南関東）
- 小松裕　　（比例東京）
- 山本拓　　（比例北信越）

- 福山守　　（比例四国）
- 福井照　　（比例四国）

立憲民主党
32名
- 池田真紀　（北海道5区）
- 堀越啓仁　（群馬2区）
- 長谷川嘉一（群馬3区）
- 山川百合子（埼玉3区）
- 高木錬太郎（埼玉15区）
- 岡島一正　（千葉3区）
- 宮川伸　　（千葉13区）
- 松尾明弘　（東京2区）
- 阿久津幸彦（東京11区）
- 山花郁夫　（東京22区）

- 黒岩宇洋　（新潟3区）
- 斉木武志　（福井2区）
- 今井雅人　（岐阜4区）
- 日吉雄太　（静岡7区）
- 松田功　　（愛知6区）
- 岡本充功　（愛知9区）
- 関健一郎　（愛知15区）
- 山本和嘉子（京都5区）
- 尾辻かな子（大阪2区）
- 村上史好　（大阪6区）

- 辻元清美　（大阪10区）
- 平野博文　（大阪11区）
- 亀井亜紀子（島根1区）
- 津村啓介　（岡山2区）
- 武内則男　（高知1区）
- 広田一　　（高知2区）
- 山内康一　（福岡3区）
- 松平浩一　（長崎2区）
- 矢上雅義　（熊本4区）
- 横光克彦　（大分3区）

- 川内博史　（鹿児島1区）
- 屋良朝博　（沖縄3区）

公明党
1名
- 濱村進　　（比例近畿）

日本維新の会
2名
- 串田誠一　（神奈川6区）
- 青山雅幸　（静岡1区）

日本共産党
3名
- 畑野君枝　（神奈川10区）
- 清水忠史　（大阪4区）
- 藤野保史　（比例北信越）

国民民主党
1名
- 山崎摩耶　（比例北海道）

れいわ新選組
1名
- 高井崇志　（滋賀3区）

無所属
4名
- 生方幸夫　（千葉6区）
- 松本純　　（神奈川1区）
- 井上一徳　（京都5区）
- 下地幹郎　（沖縄1区）

### 記録的当選者・落選者
|                      | 氏名     | 政党 | 選挙区                  | 記録         |
| -------------------- | -------- | ---- | ----------------------- | ------------ |
| 最年長当選者         | 二階俊博 | 自民 | 和歌山3区               | 82歳8ヶ月    |
| 最年少当選者         | 馬場雄基 | 立民 | 比例東北（福島2区）     | 29歳0ヶ月    |
| 最多得票当選者       | 河野太郎 | 自民 | 神奈川15区              | 210,515票    |
| 最少得票当選者       | 吉田知代 | 維新 | 比例四国（徳島1区）     | 20,065票     |
| 最少得票選挙区当選者 | 北村誠吾 | 自民 | 長崎4区                 | 55,968票     |
| 最多得票落選者       | 長友克洋 | 立民 | 神奈川14区              | 116,273票    |
| 最多得票選挙区落選者 | 青山周平 | 自民 | 愛知12区（比例東海）    | 128,083票    |
| 惜敗率最高当選者     | 高鳥修一 | 自民 | 比例北陸信越（新潟6区） | 99.86%       |
| 惜敗率最低当選者     | 吉田知代 | 維新 | 比例四国（徳島1区）     | 20.17%       |
| 惜敗率最高落選者     | 屋良朝博 | 立民 | 比例九州（沖縄3区）     | 91.76%       |
| 最高得票率当選者     | 石破茂   | 自民 | 鳥取1区                 | 84.07%       |
| 最多当選             | 小沢一郎 | 立民 | 比例東北（岩手3区）     | 18回（連続） |

## その他

### 案分票
2019年の参院選では党名の略称を旧・立憲民主党は「りっけん」、旧・国民民主党は「民主党」としていたが、今回の衆院選では立憲民主党と国民民主党が同じ「民主党」を略称として届け出ていた。そのため、各地の選挙管理委員会に「投票用紙に『民主党』と書いた場合はどうなるのか」との問い合わせが寄せられるなど、紛らわしい同一略称として有権者から戸惑いの声が上がった。総務省選挙課によると、投票用紙に「民主党」と書く場合はそれぞれの得票割合に応じて票を割り振る案分票となるという。「民主党」と書いた投票用紙は34の都道府県で、197万3362票あった。この件について、立憲民主党幹事長の福山哲郎はNHKや同党の神奈川県連に対して、「事務的なミスがあった」とコメントし、2022年開催予定の第26回参議院議員通常選挙において「りっけん」を略称として届け出る予定であることを明らかにした。
また、島根1区では読み仮名がいずれも「かめいあきこ」となる2人（亀井亜紀子と亀井彰子）が立候補したため、案分票が発生するとみられるが、島根県選挙管理委員会は候補者の票の判別方法について「他の候補への公正さを欠くためコメントはできない」とした。

### ミス・トラブル
10月30日、北海道函館市港町の期日前投票所で、母親の入場券を持った12歳の少年に投票用紙が交付され投票される事態が発生。
10月31日、北海道札幌市東区の衆院選の投票所で80代女性に小選挙区の投票を2回させるミスが発生。
10月31日、宮城県仙台市の開票所では、ミスやトラブルが相次ぎ、開票作業が大幅に遅れ、小選挙区の開票が確定したのは、翌1日の午前7時半となった。仙台市の開票所では、同日の午後9時40分から開票作業が始まるも、青葉区や太白区、泉区で票の数を数えるのに手間取り、開票作業が大幅に遅れる。泉区の開票所では、小選挙区の投票用紙の数が投票者数より4枚少なく、「持ち帰り票」と判断、それを集計システムに誤まって入力したことで混乱が生じ、翌日の午前3時40分にようやく票が確定。仙台市は、開票作業の時間短縮のため、投票用紙に記された候補者名などを自動で読み取る「読み取り分類機」を導入したが、太白区の開票所では、読み取り分類機を使用して、最高裁裁判官の国民審査の投票用紙を分類したが、一度、分類機にかけた票を誤まって再度分類機に掛けたことで、数え直しを余儀なくされる。一連のトラブルで小選挙区の開票が確定したのは、午前7時半。最高裁裁判官の国民審査の開票が確定したのは、最も遅い太白区で、午前11時2分と大幅にずれ込んだ。
10月31日、栃木県内の各地の開票所では、集計ミスのトラブルなどが連発し、目標としていた確定時刻より大幅に遅れるケースが相次いだ。宇都宮市第1開票所では、比例代表の確定予定時刻だった1日午前1時5分を過ぎても開票作業が続き、予定から2時間以上遅れの同3時10分に確定した。同市選挙管理委員会によると、確定間近になって集計上のミスが発覚。原因の特定と立会人への説明に時間を要した。下野市第2開票所では集計機械の紙詰まりや立会人の作業の慎重さから、小選挙区は1時間近く、比例代表は2時間遅れた。小山市の比例は目標を1時間余り過ぎて午前0時35分までずれ込んだ。新型コロナウイルス感染対策として職員数を前回比で2割削減したことと、疑問票の処理に手間取ったという。野木町でも念入りに点検し、比例が1時間57分遅れ。壬生町では立会人6人が全員初めてで確認作業に時間がかかり、小選挙区、比例とも1時間近く遅れた。一方、宇都宮市選管は1日、第2開票所で総投票者数より投票用紙が17枚多かったと明らかにした。立会人らに説明し、投票総数として集計した。市選管は「珍しいケース。原因の特定は難しい」と説明。県選管はこの影響で栃木4区・栃木2区の確定時間が午前3時51分になったとしている。
第49回衆議院議員総選挙の不在者投票（選挙人名簿のある市町村の外にいる有権者が投票用紙を請求し別の市町村選管を通して各自治体に郵送する制度）では福島県（県内119人）、青森県（青森市内18人）、秋田県（秋田市内13人）、岩手県（盛岡市内9人）、宮城県（仙台市内33人）で投票締め切りまでに不在者投票用紙が到着せず無効となる事態が発生したが、同年10月から土曜配達が廃止されるなど郵便配達事情が変化していることが影響しているとみられ不在者投票制度の改善が必要と指摘されている。

## 選挙後

### 国会
第206回国会（特別会）
会期：2021年11月10日 - 11月12日
- 衆議院議長選挙（2021年11月10日　投票者数：464 過半数：233）

細田博之　（自民党）：463票
無効　　　　　　　　：001票
- 衆議院副議長選挙（2021年11月10日　投票者数：464 過半数：233）

海江田万里（立憲民主党）：464票
- 内閣総理大臣指名選挙（2021年11月10日）

衆議院議決（投票者数：465　過半数：233）
岸田文雄　（自民党）　　：297票
枝野幸男　（立憲民主党）：108票
片山虎之助（維新の会）　：041票
玉木雄一郎（国民民主党）：011票
吉良州司　（無所属）　　：005票
山本太郎　（れいわ）　　：003票
第212回国会（臨時会）
会期：2023年10月20日 - 12月13日
- 衆議院議長選挙（2023年10月20日　投票者数：459 過半数：230）

額賀福志郎（自民党）：459票
第214回国会（臨時会）
会期：2024年10月1日 - 10月9日
- 内閣総理大臣指名選挙（2024年10月1日）

衆議院議決（投票者数：461　過半数：231）
石破茂　　（自民党）　　：291票
野田佳彦　（立憲民主党）：100票
馬場伸幸　（維新の会）　：045票
田村智子　（共産党）　　：010票
玉木雄一郎（国民民主党）：007票
吉良州司　（無所属）　　：005票
山本太郎　（れいわ）　　：003票

### 政党
投開票日翌日の11月1日未明、自民党幹事長の甘利明は岸田に対し、自身が小選挙区で落選したことを受け幹事長を辞任する意向を伝えた。これを受けて、岸田は甘利の後任に外務大臣の茂木敏充を起用する方針を固めて、4日の臨時総務会で今回の人事案が正式に了承された。
一方で議席を減らした立憲民主党は翌2日に枝野代表、福山幹事長が今回の責任を取る形で辞任する考えを示した事から、枝野の後任を選ぶ代表選挙を臨時国会の召集日までに行う方向で日程調整した。そして、11月12日の両院議員総会にて枝野の代表辞任が正式に了承されると同時に、後任を決する代表選挙の日程を11月19日告示、30日投開票とすることを正式に決定し、告示日の19日に逢坂誠二、小川淳也、泉健太、西村智奈美の4人（届け出順）が立候補を届け出た。30日の投開票の結果、泉が決選投票において逢坂を破り第2代代表に選任された。その一方で議席、得票共に減らした日本共産党の志位委員長は「責任はないと考える」「党の対応でも（野党）共闘でも政策でも、方針そのものは正確だったと確信を持っている」などと述べ引責辞任はしない意向を示した。
党規により「大型選挙から45日以内に臨時党大会で代表選を実施するかどうか決定する」と規定されている日本維新の会では、議席を大幅に増やしたものの、代表の松井が2020年11月に大阪都構想の住民投票否決による引責で既に市長任期満了（2023年4月）時での政界引退を表明していることから、党代表職についても2022年1月の任期満了に伴い退任する意向を示した。しかし、11月27日の臨時党大会での投票の結果、代表選を実施しないことが決まったため、松井が続投することとなった。
一方、国民民主党は、立憲・共産を中心とする野党共闘の枠組みから脱退することを表明。同じく政府ならびに連立与党に是々非々の立場である日本維新の会と国会運営で連携していく方針である事が明らかとなり、10月9日には国民と維新の両党による幹事長・国対委員長会談を行い、法案の共同提案や改憲議論の促進で連携していく方針を確認した。

### 文書通信交通滞在費問題
今回の総選挙は10月31日に投開票が行われ、初当選した新人議員97人、元職24人に対し、在職1日にもかかわらず「文書通信交通滞在費（文通費）」1か月分満額の100万円（合計1億2100万円）が支給された。日本維新の会を始めとした大部分の政党はこれを問題視。全額返還させ被災地に寄付することや特例法を成立させ国庫に返納すべきなど各党間で協議が進められた。与野党間では文通費を日割り支給にする法案について、次期国会に提出する方針を示した。
同様に3〜4往復分の航空券に引き換えるクーポンの支給、公設秘書の給与についても問題視されている。